# Història del capitalisme
La història del capitalisme fou font de grans debats sociològics, econòmics i històrics des del segle XIX. Tant els mercaders com el comerç existeixen des que existeix la civilització, però el capitalisme com a sistema econòmic, en teoria, no va aparèixer fins al segle XVI a Anglaterra i va substituir el feudalisme. Segons Adam Smith, els éssers humans sempre han tingut una forta tendència a "realitzar barates, canvis i intercanvis d'unes coses per unes altres". D'aquesta manera, al capitalisme, igual que al sistema de preus i l'economia de mercat, se li atribueix un origen espontani o natural dins de l'edat moderna.
Aquest impuls natural cap al comerç i l'intercanvi va ser accentuat i fomentat per les Croades que es van organitzar a Europa occidental des del segle xi fins al segle xiii. Les grans travessies i expedicions dels segles XV i XVI van reforçar aquestes tendències i van fomentar el comerç, sobretot després del descobriment del Nou Món i l'entrada a Europa de quantitats ingents de metalls preciosos provinents d'aquelles terres. L'ordre econòmic resultant d'aquests esdeveniments va ser un sistema en el qual predominava el que era comercial o mercantil, és a dir, l'objectiu principal del qual consistia a intercanviar béns i no a produir-los. La importància de la producció no es va fer palesa fins a la Revolució Industrial, que va tenir lloc al segle xix.
No obstant això, ja abans de l'inici de la industrialització havia aparegut una de les figures més característiques del capitalisme, l'empresari, que és, segons Schumpeter, l'individu que assumeix riscos econòmics no personals. Un element clau del capitalisme és la iniciació d'una activitat amb la finalitat d'obtenir beneficis en el futur, que és desconegut. Tant la possibilitat d'obtenir guanys com el risc d'incórrer en pèrdues són dos resultats possibles, motiu pel qual el paper de l'empresari consisteix a assumir el risc de tenir pèrdues o guanys.
El camí cap al capitalisme a partir del segle XIII va ser aplanat gràcies a la filosofia del Renaixement i de la Reforma. Aquests moviments van canviar de forma dràstica la societat, i van facilitar l'aparició dels moderns estats nacionals (i posteriorment l'Estat de Dret com a sistema polític i el liberalisme clàssic com a ideologia), que van proporcionar les condicions necessàries per al creixement i desenvolupament del capitalisme en les nacions europees. Aquest creixement va ser possible gràcies a l'acumulació de l'excedent econòmic que generava l'empresari privat i a la reinversió d'aquest excedent per generar un creixement econòmic més gran, la qual cosa va generar industrialització en les regions del nord.

## Orígens d'una civilització

### El capitalisme medieval

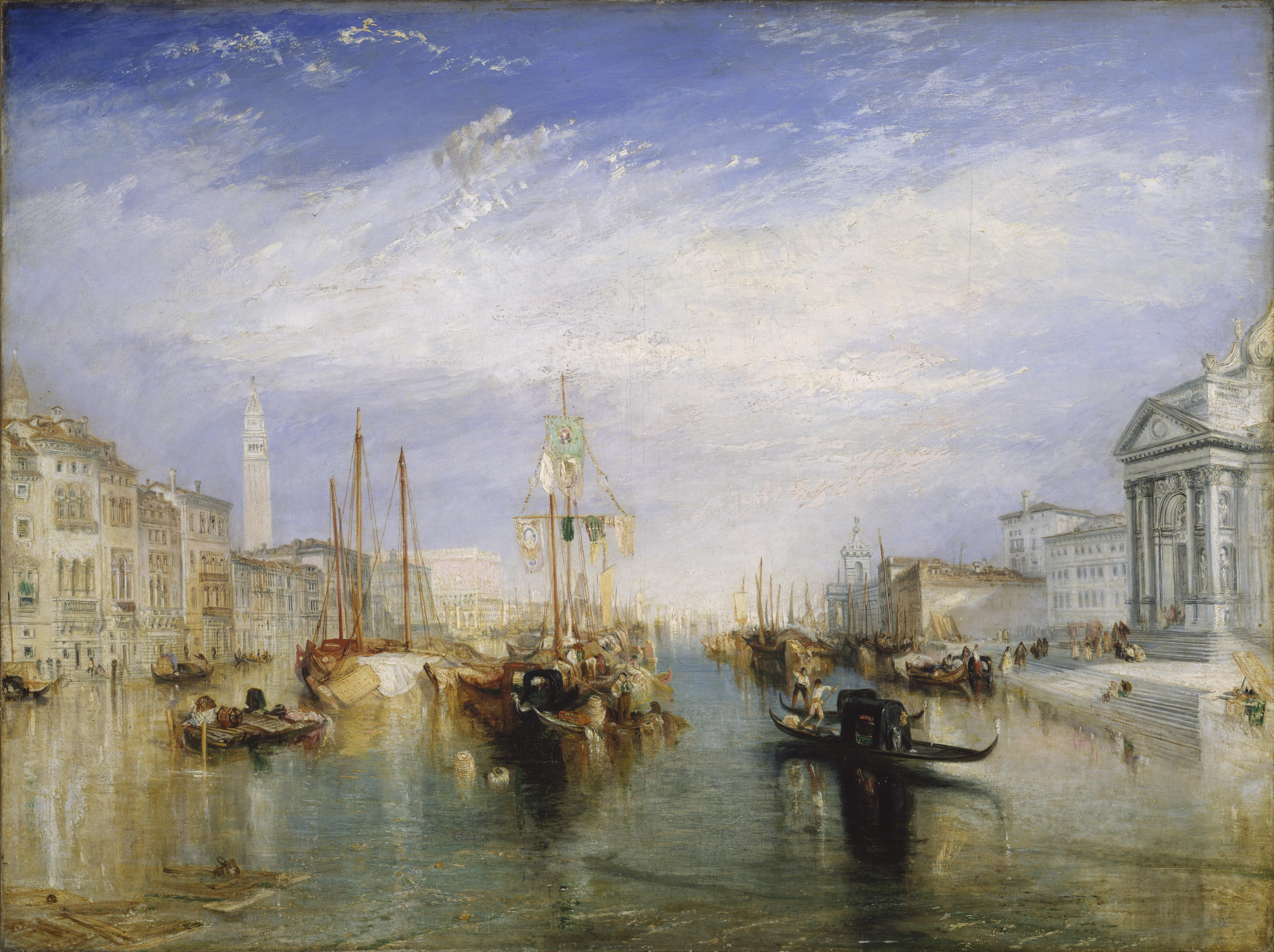
El gran canal de Venècia, per Turner (v. 1835).

Per Fernand Braudel (La dinàmica del capitalisme, 1985), el capitalisme és una "civilització" amb arrels antigues, ja havent conegut hores prestigioses, tals com les grans ciutats estat comerciants: Venècia, Gènova i Anvers, entre d'altres. Però les activitats són minoritàries fins al segle XVIII. Werner Sombart (El capitalisme modern, 1902) data l'emergència de la civilització burgesa i de l'esperit d'empresa en el segle XIV s, a Florència.
Així com ho mostra Braudel, a l'edat mitjana trobem les primeres manifestacions del capitalisme comercial a Itàlia i als Països Baixos. El comerç marítim amb l'Orient, en resposta a les croades, va enriquir les ciutats italianes, mentre que als Països Baixos, la desembocadura del Rin, que feia d'enllaç entre Itàlia i Europa del Nord, dominada per la Lliga Hanseàtica. A les grans ciutats, els venedors de draps i de les sederies adopten mètodes capitalistes de gestió. Efectuen vendes a l'engròs, estableixen taulells i venen els seus productes en conjunt a les grans fires europees. Es proveeixen de matèries primeres tant a Europa com a l'Orient. En aquesta època torbada de l'edat mitjana, ajusten els seus pagaments per lletres de canvi, menys perilloses que el transport de metalls preciosos. D'aquesta manera, lògicament es desenvolupen, en paral·lel del capitalisme comercial, les primeres activitats bancàries del capitalisme financer: dipòsits, préstecs sobre peces, lletra de canvi, assegurances per a les embarcacions.
Aquests capitalistes s'enriqueixen estenent la seva influència econòmica sobre el conjunt de l'Occident cristià, creant així el que Braudel anomena una "economia-món". En la seva anàlisi, Braudel distingeix l'"economia de mercat" del capitalisme, el qual constitueix un tipus de "contra comprat". Segons Braudel, l'economia de mercat (és a dir, l'economia local en aquella època) està dominada per les regles i els canvis lleials, perquè està sotmesa a la competència i a la transparència relativa. El capitalisme intenta evitar-ho en el comerç llunyà amb la finalitat de lliurar-se de les regles i de desenvolupar canvis desiguals com a noves fonts d'enriquiment.
Podem observar que, a l'Antiguitat, els fenicis, els grecs, els cartaginesos i els romans havien posat en pràctica sistemes idèntics. Aquests sistemes van ser marcats, no obstant això, més per l'imperialisme i l'esclavisme que pel capitalisme. A través del món, altres formes de capitalisme comercial es van desenvolupar de manera precoç durant l'època feudal (sota la dinastia Ming de la Xina per exemple).

#### Vida urbana
A les grans ciutats especialitzades d'Europa, els artesans, bolcats essencialment cap a l'exportació, estan dominats pels grans comerciants, encara que les relacions econòmiques entre artesans i venedors s'emparenten en el salariat. Els comerciants controlen alhora l'adquisició de matèries primeres riu amunt i la venda dels productes acabats riu avall.
La població urbana ja es diferencia entre diverses classes econòmiques diferents i riques per a alguns, pobres per a uns altres. La ciutat de Florència és l'exemple perfecte: trobem allí molt precoçment a banquers que desenvolupen sucursals a través d'Europa i esclavitzen la indústria en cerca del seu profit. Entre ells grans famílies, tal és el cas dels Mèdicis, els qui creen les primeres relacions "privilegiades" entre el món dels negocis i el món polític.
També en aquest període el matemàtic Lucca Pacioli fixa les bases del comerç en crear els Estats Financers en els quals es fixa la terminologia i la manera de calcular les relacions comercials bàsiques, per la qual cosa Florència brillaria durant molt temps com el principal centre bancari d'Europa.

#### Aparició de les borses a la fi de l'edat mitjana
Segons Fernand Braudel, l'aparició de les primeres borses ocorre al segle XIV en aquestes ciutats italianes on el comerç és permanent (contràriament a les fires medievals que se celebren sobre períodes limitats) i on es concentren l'essencial de les activitats financeres.
És no obstant la creació el 1409 de la Borsa de Bruges, un hotel dedicat a l'intercanvi de mercaderies, lletres de canvi i efectes de comerç, que marca un punt d'inflexió en el desenvolupament de les activitats financeres. Bruges s'imposa ràpidament gràcies a l'obertura del seu port, gràcies a la fama de les seves fires comercials i gràcies al clima de tolerància i de llibertat que aprofiten venedors i inversors de tot origen. Són els mateixos triomfs que permetran després a la Borsa d'Anvers (creada el 1460) desenvolupar-se al principi del Renaixement. Es podia llegir en el seu frontis: Ad usum mercatorum cujusque gentis ac linguae ("Per a ús dels venedors de tots els països i de totes les llengües").

### Renaixement i Reforma

#### L'ètica protestant
Max Weber (en la seva obra L'ètica protestant i l'esperit del capitalisme, escrita el 1904-1905) considera que l'emergència del capitalisme modern data de la Reforma. Tenint com a base una acta sociològica, vincula l'esperit del capitalisme modern a la mentalitat protestant i ho veu doncs com el resultat d'una evolució lenta nascuda de la Reforma, i més generalment d'una evolució religiosa que es fa en el sentit d'un "desencantament de la gent". Observem d'altra banda que formes esporàdiques de capitalisme financer havien estat desenvolupades des de fa molt temps pels llombards i pels jueus, no sotmesos a les coaccions religioses del catolicisme. És d'altra banda a aquests últims que Werner Sombart (El capitalisme modern) atribuirà el gènesi del capitalisme modern.
Segons Weber, el capitalisme occidental correspon a l'aparició d'un esperit nou, d'una revolució cultural. Weber va emprar llavors el terme capitalisme modern "per caracteritzar la cerca racional i sistemàtica del profit per l'exercici d'una professió". Més que la riquesa, el desig de la qual no és nou, és l'esperit d'acumulació que s'imposa com a vector d'ascensió social.
Aquesta nova ètica es difon gràcies a l'emergència de nous valors: l'estalvi, la disciplina, la consciència professional. Aquesta última permet per exemple l'aparició d'una elit obrera que, més enllà del salari, es preocupa de la qualitat de la seva obra. El treball es fa una finalitat en si mateixa. En paral·lel emergeix un personatge emblemàtic, l'empresari, que busca un èxit professional profitós per a la societat en conjunt.
El context favorable per a aquesta evolució dels valors és el de la Reforma Protestant. Per Max Weber, l'ètica de l'ofici ve del luteranisme, que anima cada creient a seguir la seva vocació, i que fa de l'èxit professional un signe d'elecció divina. En efecte, els creients ordinaris, sabent que no tenen el mestratge de la seva salvació (lògica de la predestinació), intenten ardentment trobar en la seva vida privada els signes d'aquesta predestinació, com l'èxit professional, amb la finalitat d'atenuar la seva angoixa enfront de la mort i enfront del judici que la segueix. D'altra banda l'informe directe a Déu preconitzat per la religió protestant accelera el procés de "desencantament del món" (per exemple, suprimint el nombre de pràctiques religioses), la qual cosa concorre a l'emergència de la racionalitat. Ja Karl Marx havia observat un procés de desengany escrivint:
"La burgesia (...) va ofegar les esgarrifances sagrades de l'èxtasi religiós, de l'entusiasme cavalleresc, del sentimentalisme a quatre cèntims en les aigües gelades del càlcul egoista."
Manifest del Partit Comunista, 1848.
Aquesta racionalització permet l'aparició de nous dogmes que funden l'esperit del capitalisme:
"La repugnància en el treball és el símptoma de l'absència de gràcia.",
"El temps és preciós, infinitament perquè cada hora perduda és sostreta del treball que concorre a la glòria de Déu."
Max Weber, L'ètica protestant i l'esperit del capitalisme.
Max Weber il·lustra els seus propòsits en un text de Benjamin Franklin, revelador segons ell de les noves mentalitats:
"El que perd cinc xílings perd no només aquesta suma, sinó que també tot el que hauria pogut guanyar utilitzant-los en els assumptes, la qual cosa constituirà una quantitat de diners considerables, a mesura que l'home jove envelleixi."
Advice to a young tradesman, 1748.
Les tesis de Weber han estat molt criticades. L'enllaç entre el dogma de la predestinació i l'esperit del capitalisme és molt paradoxal, a causa que un fidel ha de buscar signes d'elecció mentre que el dogma afirma la predestinació com de tota manera impenetrable. Historiadors invaliden aquesta concomitància de tots dos fenòmens (Braudel, per exemple, que data el capitalisme en un període anterior a la Reforma Protestant).

#### L'esperit d'innovació

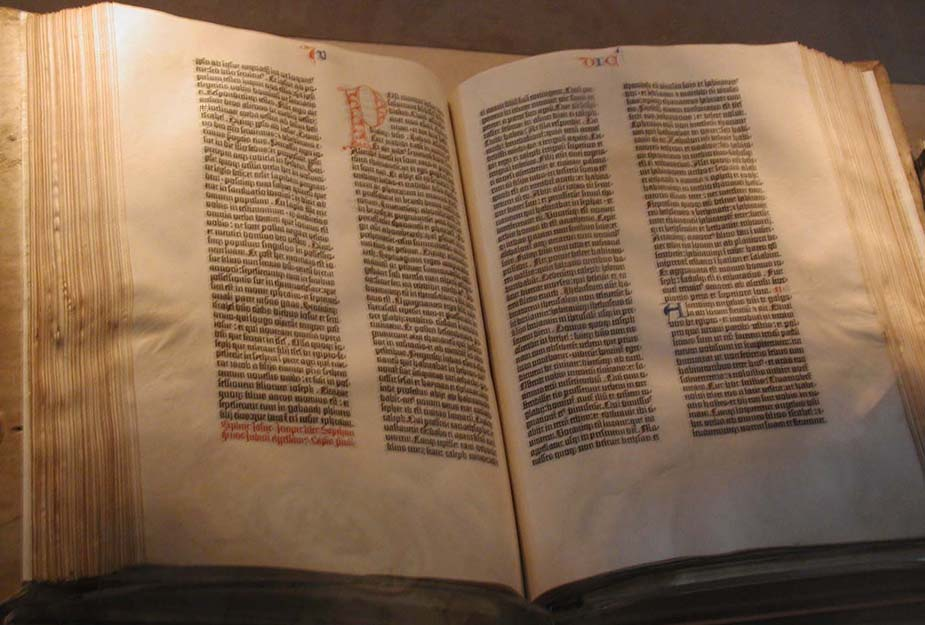
La Bíblia de Gutenberg (1450-1454), una de les primeres produccions estandarditzades en gran nombre.

Segons Lewis Mumford (Tècniques i civilitzacions, 1950), el sistema tècnic del Renaixement anuncia el futur econòmic del món occidental.
El segle XV viu per exemple la posada a punt de la impremta en tipus mòbils (la "tipografia") de Gutenberg. Acurat de preservar mentre pot els secrets de les seves cerques, forçat a préstecs monetaris importants, és en certa manera l'arquetip dels futurs capitalistes. El seu objectiu és respondre a una petició insatisfeta: la petició de cultura dels esperits cada vegada menys analfabets del Renaixement. Si calia fer publicacions en gran escala de llibres majors, ràpidament va sorgir la petició de fer una producció més diversificada. La difusió de la Bíblia a ús personal contribueix a l'expansió de la Reforma Protestant, mentre que aquesta augmenta a canvi de la demanda. En part permesa pels progressos de la metal·lúrgia, la tipografia li proveeix a canvi de desembocadures. Interès per la mecànica, les primícies de l'"estandardització", produccions de grans sèries, preocupacions de la "productivitat" i l'esperit d'innovació... Si bé caldrà esperar per veure avanços similars en la indústria tèxtil i així estimular l'enlairament industrial, la impremta mostra bé que el mantell del capitalisme és més antic. Respecte a la impremta, Max Weber fa veure que ja existia des de fa molt temps a la Xina i segurament a l'Índia, però com nombroses tècniques, heretades de vegades de l'Edat Antiga (la força del vapor va ser coneguda per exemple a l'antic Egipte), va haver d'esperar per poder inserir-se en un conjunt de tècniques coherents i complementàries per poder imposar-se. No ho va fer d'altra banda sense trobar oposició, particularment per part dels copistes medievals.

#### Cap a un nou sistema tècnic
El nou sistema tècnic que sorgeix durant el Renaixement permet la irrupció de certs principis del capitalisme modern com la millora de la productivitat, l'economia de mà d'obra, l'augment de la producció en volum i la seva diversificació, i fins i tot la inversió. Es recolza en algunes innovacions com l'alt forn, la impremta o el sistema biela-manovella, l'augment en potència dels grans sectors industrials (metal·lúrgia, explotació minera) i la utilització corrent d'una font d'energia (hidràulica). Aquest sistema, que persistirà fins a mitjan segle xviii, arrossegarà l'adopció d'un sistema social que servirà per sembrar l'inici d'un capitalisme naixent i enterrar un règim feudal que no haurà sabut inscriure's en aquesta mudança en profunditat.

#### El mercantilisme
A partir del segle xvi, el pensament econòmic ja no està dominat més pels teòlegs, sinó pels pensadors laics, que es preocupen, en primer lloc, de la força de l'Estat: els mercantilistes. Amb la finalitat d'assegurar l'expansió de la riquesa del Príncep, els valors religiosos són oblidats. Poca importància ja té que la usura sigui un pecat o no, els governants no es preocupen més que tal política comercial no sigui cristiana: solament explica la Raó d'Estat. Aquest pensament no és el del capitalisme, vist que es preocupa només de la importància de la força de l'Estat i no del desenvolupament de la riquesa particular. No obstant això, primer perquè contribueix eliminant els valors religiosos, després perquè pot trobar interès en el desenvolupament dels assumptes particulars, prepara les evolucions futures. Sovint la creació de monopolis per l'Estat constituïa un compromís entre l'enriquiment dels venedors i l'involucrament de la força pública en les activitats més lucratives. Va ser, per exemple, el cas de les diferents Companyies d'Índies.

#### Evolucions jurídiques i monetàries

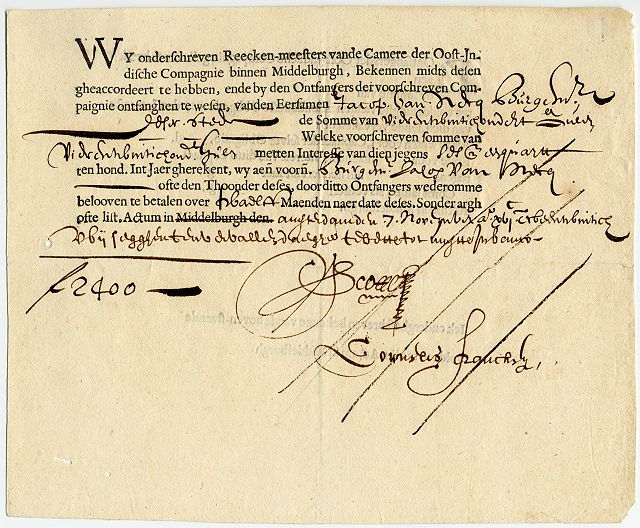
Una «obligació» de la Companyia Holandesa de les Índies Orientals, emesa el 1623.

En el segle xvii, el Comtat d'Holanda adquireix importants factories a l'Índia i desenvolupa el comerç de les espècies, del pebre en particular; es va establir al Japó i comercia amb la Xina. Es fa el nou centre de l'"economia-món" segons Braudel. El 1602 funda la primera Companyia de les Índies Orientals: és la primera gran "societat per accions". Els seus dividends sovint ascendien 15, fins a 25%. De 3.100 florins, les accions van pujar fins als 17.000 florins a la fi del segle. Aquestes accions van estar sotmeses a especulacions incessants, alimentades pels rumors més infundats, fins i tot per campanyes organitzades de desinformació. La Companyia va emetre també obligacions. La Companyia Britànica de les Índies Orientals prendria després el relleu i el model inspira la creació de companyies en la indústria metal·lúrgica i tèxtil, el paper, etc.

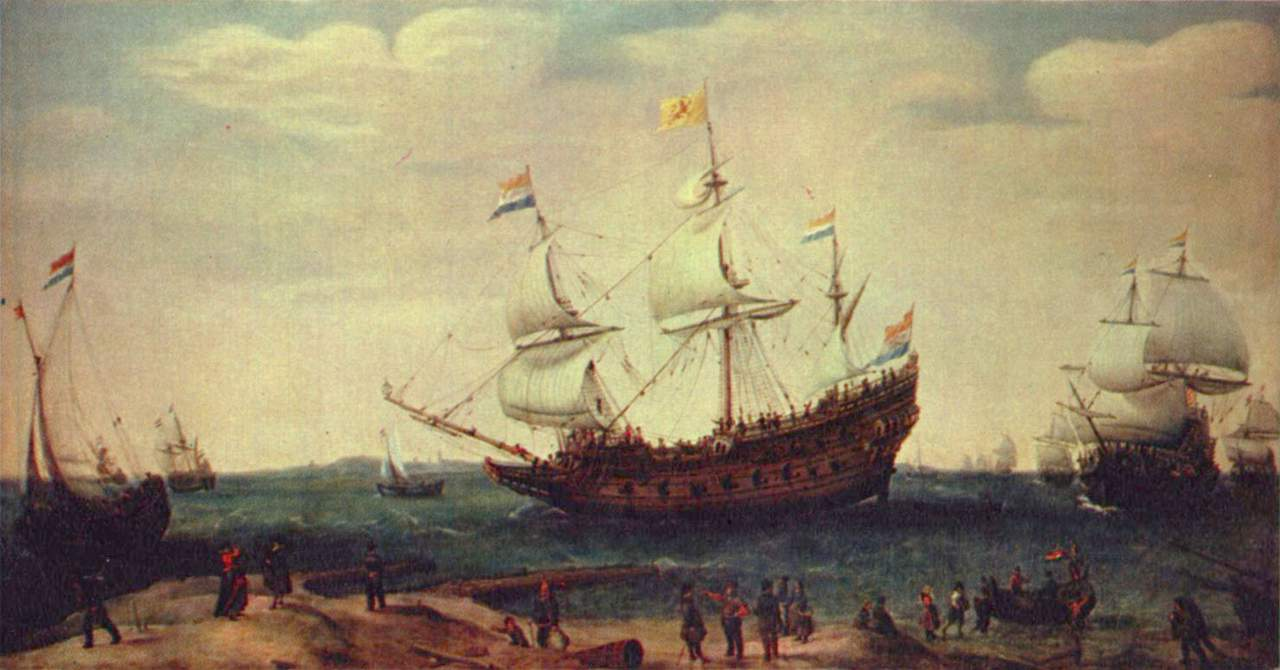
Sortida dels velers de la Companyia Holandesa de les Índies Orientals, per Hendrick Cornelisz (v. 1630-1640).

En paral·lel, el flux d'or des de les colònies d'Amèrica permet a partir del segle xvi una estimulació dels canvis, un perfeccionament dels mètodes de pagament i de les tècniques monetàries. Les primeres monedes divisionàries són copejades, les monedes fiduciàries viuran una expansió important, els primers bitllets apareixen. A la resta del món, els canvis queden limitats per l'ús de "monedes metàl·liques en la infància".
Holanda coneix també la primera bombolla especulativa de la història, la Tulipomania. En els anys 1630, el preu de les tulipes viu una elevació forta, quan aconsegueix de vegades la ceba el preu d'una casa burgesa. Quan això es va tornar manifestament irracional, es va produir el primer crac de la història.

### L'emergència del capitalisme

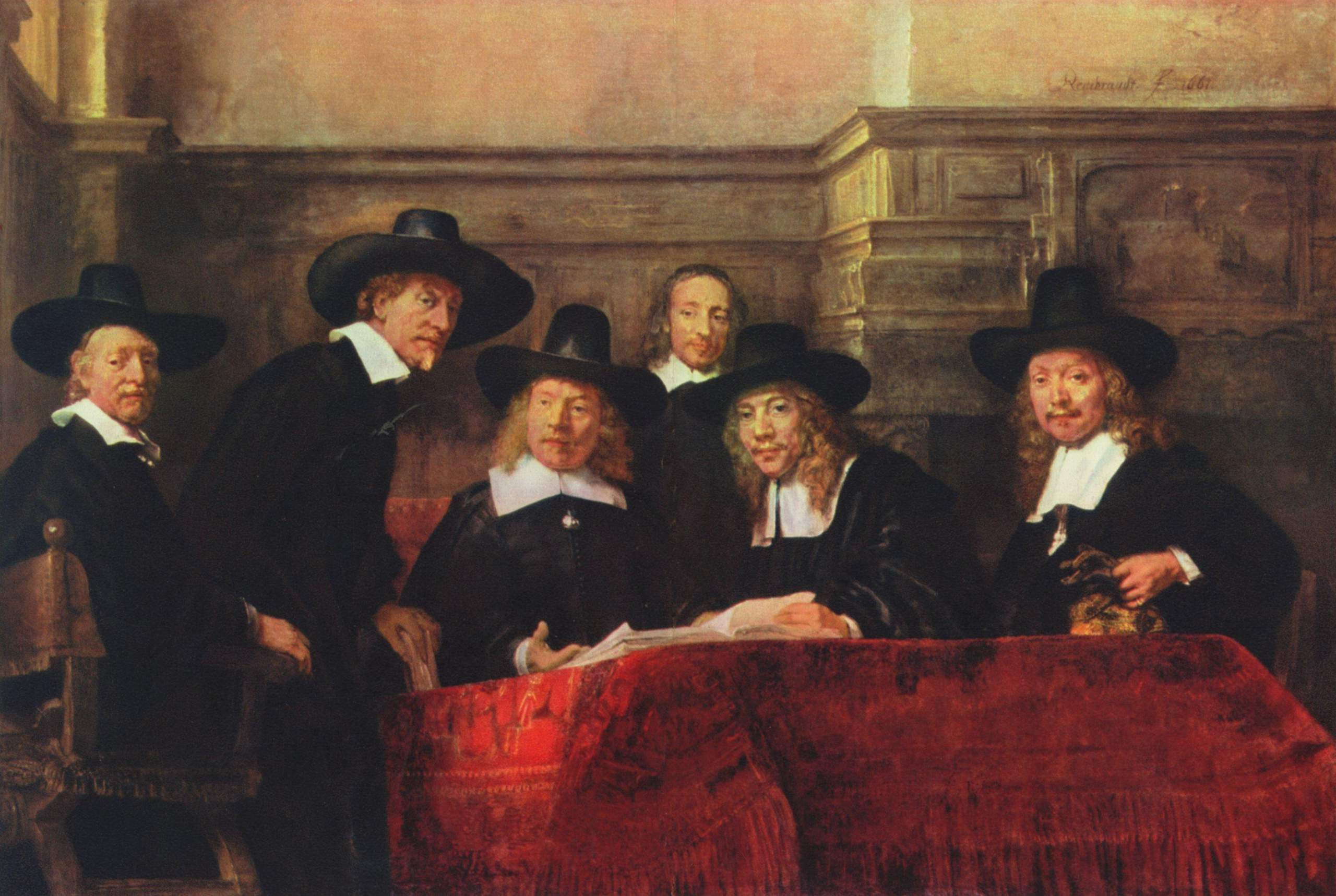
El Síndic dels drapers, per Rembrandt (1662). Obra per encàrrec, simbolitza tant l'èxit de la burgesia així com la puixança d'Amsterdam

No obstant això, l'emergència del capitalisme és associada més sovint amb les primícies de la Revolució Industrial, i en particular al segle xviii. Les formes modernes de propietat privada dels mitjans de producció i de salariat es desenvolupen durant aquest període.

#### Evolució de les relacions socials
Durant el període artesanal, el capitalisme coneix formes anteriors a la fàbrica o a la manufactura. L'agricultura indueix períodes d'activitat feble (la temporada morta sobretot) i els fabricants de les ciutats s'interessen ràpidament per aquesta mà d'obra regularment ociosa. El treball a domicili, o "domestic system", va desenvolupar-se. Els permet als artesans i fabricants cedir-los en subcontracte una part de la seva producció a les famílies camperoles. En el marc més específic de "putting-out system", els empresaris proveeixen els treballadors rurals (i sempre a domicili) de matèries primeres, fins i tot instruments, després venen per recuperar a canvi d'un salari el producte transformat, que serà de vegades acabat en els tallers urbans. Aquest sistema té, per exemple, un interès superior en el marc de la producció tèxtil. Si no es poden qualificar tals mètodes de capitalistes, són molt anunciadores de les futures relacions socials entre empresaris i assalariats.

#### Signes de declivi de l'artesanat

L'spinning-jenny de James Hargreaves, inventada el 1765, decuplicava la productivitat del filador; 20.000 van ser venudes abans de 1790.

Les innovacions de principis de la Revolució Industrial queden accessibles als petits artesans (imatge de l'"spinning-jenny" al costat) i encara no requereixen la concentració del capitalisme industrial. Assistim, no obstant això, a les primeres grans concentracions esporàdiques, sense enllaç amb el maquinisme vinculades a produccions particulars, com la impressió sobre tela, per exemple. Aquesta última necessita terrenys estesos amb la finalitat de blanquejar les teles, peces immenses on assecar-les. Requereix eines diversificades i complexes, i arrossega quantitats importants de teles i colorants. Després d'això, necessita la reagrupació d'obrers especialistes en tasques diferents. Finalment, les nombroses formes de produccions, encara no mecanitzades, es porten les primeres grans concentracions de capitals i de mà d'obra.
La qüestió de l'accessibilitat del capital als més humils és essencial en l'anàlisi marxista. En efecte, Marx distingeix dues formes diferents de propietat privada: la del treballador, que posseeix la força de treball i la ven al capitalista, i la burgesia, que posseeix els mitjans de producció i empra la força de treball dels proletaris. La primera forma històrica correspon al desenvolupament de l'artesanat i de la petita agricultura. La segona forma, vinculada a l'apropiació dels mitjans de producció per la burgesia (o la noblesa), permet l'aparició de la gran indústria, les grans propietats agrícoles, del treballador assalariat i doncs del conjunt dels mecanismes que funden la manera de producció capitalista.

#### Apropiació de les terres
En el camp el sistema feudal perdura molt temps (la servitud és abolida només el 1861 a Rússia, la qual cosa ho fa un cas excepcional). El 1727, l'Enclosure Act ('Acta de camps tancats') permet els "lords" britànics apropiar-se i posar tanques als camps. Abans la propietat tornava als municipis, i els camps van ser explotats pel conjunt dels camperols locals, els qui junts treien profit de les collites. No obstant això, els primers camps tancats són més antics i daten del segle xv. Els trastorns que provoquen ja marquen els esperits de l'època: Tomàs Moro ja denuncia a Utopia (1516) les conseqüències socials dels balbotejos del capitalisme naixent i descriu un món alternatiu, un imaginari marcat per un estil de vida que s'emparenta amb el comunisme. El procés llarg de tancat de camps i l'impost dels drets de propietat sobre els camps va crear una distinció nítida entre el propietari i l'assalariat (els antics petits explotadors es fan els assalariats dels "landlords"). França coneix en aquest camp un fenomen diferent al principi del segle XIX: el Codi Civil francès, que dispersa les terres entre els hereus al moment de la defunció, frenant el desenvolupament de les grans propietats del capitalisme agrícola.

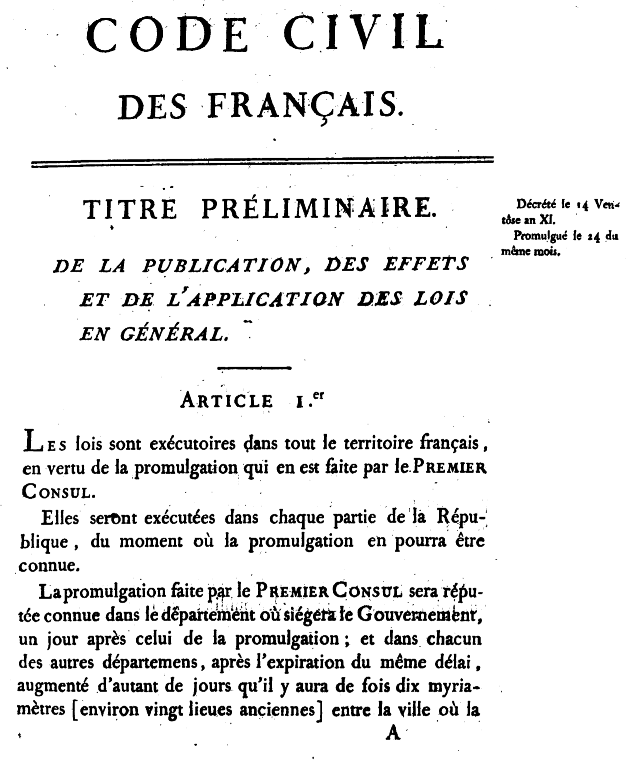
Primera pàgina de l'edició original del Codi Civil francès de 1804.

En plena transició demogràfica, aquesta apropiació és el fet d'un interès nou per al món agrari per part de les elits britàniques, que desitgen desenvolupar una agricultura a alt rendiment i lucrativa, basant-se en el model d'Països Baixos i de Flandes. Aquesta apropiació comportarà immediatament una activitat i inversions importants, pel mateix fet de la instal·lació de les voltes. Sobre el model de les Illes Britàniques, la propietat privada de les terres s'estén a través d'Europa i de les Amèriques, no sense trobar oposicions, particularment morals:
"El primer que, havent posat tanques a un terreny, se li va ocórrer dir: això em pertany, i va trobar gent prou simple que s'ho creia, va ser el veritable fundador de la societat civil. Quants crims, morts, misèries i horrors no hagués evitat al gènere humà el que, arrencant les estaques o emplenant el fossat, hagués cridat als seus semblants: guardeu d'escoltar aquest impostor; esteu perduts si oblideu que els fruits són de tots i que la terra no és de ningú"
Jean-Jacques Rousseau, Discursos sobre l'origen i els fonaments de la desigualtat en els homes. Segona part. 1755
La legitimitat històrica del capitalisme agrari essencialment es troba en el seu efecte directe: la Revolució Agrícola. Així com ho va mostrar Max Weber, la introducció de la idea de profit individual va permetre l'emergència del racionalisme en la producció, la font principal de la productivitat:
"Quan els fruits de tots són i que la terra no pertany a ningú, la terra produeix només brucs i boscos."
Jean-Baptiste Say
Els progressos de l'agricultura capitalista van ser necessaris per alimentar a una població i el creixement exponencial (el que passa a la Gran Bretanya, la població augmenta de 6 a 18 milions entre 1750 i 1850) feia témer als més pessimistes (Thomas Malthus en particular) sobre una fi desastrosa.

### L'adveniment polític del capitalisme
Segons Braudel, el capitalisme pot establir-se profundament només allà on la legislació l'hi permet i asseguren el seu desenvolupament:
"Hi ha condicions socials que empenyen i li donen èxit al capitalisme. Aquest exigeix certa tranquil·litat de l'ordre social, així com una certa neutralitat, o feblesa, o complacença de l'Estat."
La Dinàmica del Capitalisme.
La constitució d'economies capitalistes tals com es coneixen va suposar llavors importants canvis legislatius que instauraven la propietat privada del capital i un mercat del treball. Aquests canvis són només la manifestació de la presa del poder en el si de l'Estat per la burgesia, una de les etapes essencials de la lluita de classes.

#### Propietat privada i mitjans de producció
A la Gran Bretanya, el vot de l'Enclosure Act marca l'adveniment de la propietat privada del capital, és seguit en el segle xix de la liberalització de l'accionariat. El 1825 la Bubble Act, que limitava la grandària de les empreses, és revocada. El 1856 la creació de societats anònimes és alliberada de tota coacció. És el principi de la dominació de les teories del laissez-faire ('deixar fer'), i desitja limitar la intervenció de l'Estat en l'economia: ideologia difosa a la Gran Bretanya pels autors de l'escola clàssica anglesa, de fet constatat per autors britànics.
A França, en resposta als moviments revolucionaris de París, els castells dels camps són assaltats a finals de juliol de 1789 pels camperols que discuteixen la propietat senyorial. A la nit del 4 d'agost de 1789, els privilegis de la noblesa són abolits i la hisenda és oberta des de llavors a la burgesia, mentre que la desaparició de nombrosos impostos de l'Antic Règim permet de rellançar la inversió. El 26 d'agost la propietat privada, "sota els auspicis del Ser suprem", és reconeguda en la Declaració dels Drets de l'Home i del Ciutadà com un dret inalienable.
Als Estats Units, des de la colonització, la propietat privada de les terres va ser la regla. No obstant això, la legislació americana va poder mostrar-se molt favorable cap als menys rics i va saber fer, gràcies a la immensitat del territori, de la propietat privada de la terra una noció fonamental defensada pels més humils (no esclaus). Una llei de 1862 els concedeix en efecte la propietat privada de 160 agrimensures als pioners. La Homestead Act ofereix un jardí perquè conreïn els europeus desproveïts, i estimulen els fluxos migratoris cap als Estats Units.

#### Mercat del treball
A la Gran Bretanya, els economistes clàssics de finals del segle xviii i de principis del segle xix van concentrar les seves crítiques en les lleis establertes amb la finalitat de permetre l'emergència de lleis que afavoreixin el mercat. Heretades del segle xvii, les poor laws britàniques oferien via les parròquies una assistència als indigents atorgant-los un treball de workhouses, fins i tot els donaven d'almoina alguns productes necessaris per a la seva supervivència. Els grans clàssics de l'economia (Adam Smith, Thomas Malthus i David Ricardo) es van acarnissar contra aquest sistema que impediria la mobilitat dels treballadors. El 1834 la gairebé derogació d'aquestes lleis força els pobres a mudar-se a la ciutat amb la finalitat d'evitar la gana, i troba per la venda de la seva força de treball els recursos necessaris per a la seva supervivència.
A França, la constitució del mercat del treball i la llibertat dels capitals és permesa el juny de 1791 per la Loi Le Chapelier, que prohibeix tota llibertat d'associació: corporacions, associacions i coalicions (és a dir, sindicats i aturs).
Als Estats Units, és la 13a esmena de la Constitució que aboleix l'esclavitud el 18 de desembre de 1865, que conclou la liberalització del treball en conjunt dels sectors d'activitat.

## Història del capitalisme modern

### Introducció

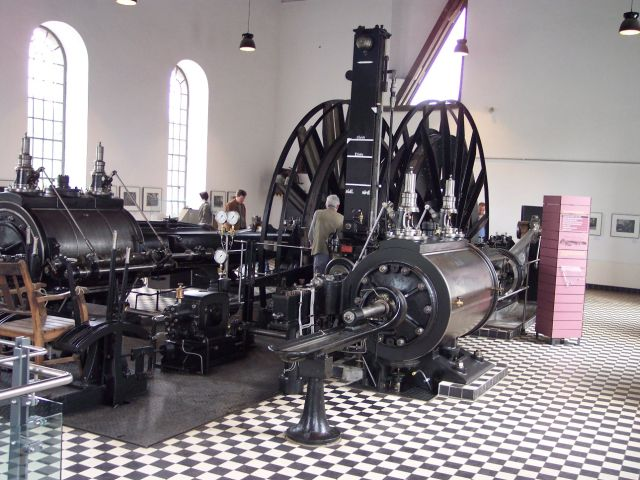
La màquina de vapor, exemple típic de la necessària concentració dels capitals.

Mentre que la legislació afavoria a la burgesia, la Revolució Industrial s'embala a inicis del segle xix. Les produccions cada vegada més importants en volum, i els productes cada vegada més complexos, necessiten inversions cada vegada més grans. És el cas en la indústria naixent, però també en l'agricultura, on les grans màquines (les segadores trilladores des de 1834) fan la seva aparició. La desviació creixent entre el cost d'aquestes màquines i els salaris, així com la limitació dels béns comuns i la duresa del treball, contribueixen segmentant la societat en dos grups molt diferents: els propietaris del capital, i aquells als quals Marx anomenarà més tard els "proletaris". Les fàbriques es desenvolupen, els camperols són portats des dels seus camps per reunir-los a les ciutats i vendre la seva força de treball en la indústria.
En un segle, el triomf del capitalisme industrial va transformar una societat tradicional, rural i agrícola, en una societat urbana i industrial. L'èxode rural, combinat amb l'explosió demogràfica, va despoblar els camps i els obrers van arribar per amuntegar-se en els suburbis de les grans ciutats industrials. Aquesta concentració humana, associada amb la misèria obrera i amb la desocupació (l'"armada de reserva" descrita per Marx), contribueix a l'emergència de la consciència de classe en el si del proletariat. Abans una misèria agrícola almenys igual, possiblement sovint pitjor no arrossegava tals problemes socials a causa de l'absència de concentració. Els paisatges es van transformar profundament, les "ciutats fong" es multipliquen, els grans centres econòmics es van reconstruir (París per Haussmann), les regions carboneres són desfigurades, entre altres canvis tempestuosos.
Sempre en el pla social, el "capitalisme gerencial" (Alfred Chandler, La mà visible dels gerents) que emergeix a la tornada dels dos segles provoca noves distincions entre "propietaris", "empresaris", "obrers" i "gerents". Des de llavors, els profits dels propietaris són cada vegada menys legítims i s'emparenten a una renda, ja que no és més que la remuneració del seu talent com a emprenedor. No obstant això, les famílies riques de rendistes són reemplaçades per empresaris de geni sorgits a finals del segle xix (Siemens, Edison, Ford i més recentment Bill Gates), com en el seu temps la noblesa.
Després de la Segona Guerra Mundial, un període de fort creixement econòmic, "Trenta Gloriosos" (Jean Fourastié) a França, porta nombroses economies del Nord a la societat de consum, mentre que s'imposa una classe mitjana, mentre que els nivells de vida tendeixen a uniformar-se.
L'últim quart del segle xx està marcat per l'obertura creixent dels mercats financers i per l'anivellació dels nivells de vida. Els accionistes minoritaris es multipliquen, l'accionariat assalariat es desenvolupa, així com els fons de pensions als països anglosaxons. Però, sobretot, la fi del segle XX està marcat per la caiguda del sistema econòmic alternatiu exercit als països del "bloc comunista" (entre els quals alguns consideren que constituïen de debò una forma estatal del capitalisme). No són pocs els teòrics, historiadors, economistes, militants, que han analitzat a l'URSS com una economia capitalista (Anton Pannekoek, Herman Gorter, Ante Ciliga, Guy Debord, Otto Rühle, Maximilien Rubel, Cornelius Castoriadis, Rudolf Rocker, Claude Lefort, René Lefeuvre, Karl Korsch, Alain Guillerm, Daniel Guérin, Mansoor Hekmat, etc.), tenint en endavant economies de transició. El capitalisme llavors és dominant sota la seva forma liberal, però sectors amb maneres diferents de funcionament coexisteixen (economia social, economia pública, professions liberals), aquestes representen entre el 50 i el 60% del PIB als països desenvolupats, la qual cosa fa relatiu el pes de l'economia capitalista en aquestes societats.

### Assentament de l'economia de mercat
Segons Karl Polanyi (La Gran Transformació, els orígens del nostre temps, 1944), Occident va conèixer, des de finals del segle xv, una generalització de les relacions del mercat. Nota, no obstant això, que la preponderància d'aquestes relacions sobre les relacions tradicionals, basades, per exemple en el do, la servitud, el treball en equip, etc., es torna efectiva només en el segle xix. És en efecte durant aquest període quan es col·loca a Occident una civilització, l'economia de la qual reposa al mercat autorregulador, l'Estat liberal, el patró or com el sistema monetari internacional, i l'equilibri de forces des de la fi de les guerres napoleòniques.
Per descriure aquesta transformació, K. Polanyi repeteix l'exemple de l'adveniment del mercat de treball a la Gran Bretanya. El sistema tradicional enquadrava el treball a causa d'importants restriccions jurídiques. Les corporacions imposaven regles, més basades en el costum que en les lleis del mercat, concernint tant les relacions entre amos, companys i aprenents, com les condicions de treball o els salaris. Aquests últims van ser, per exemple, anualment avaluats per funcionaris.
Però cap al 1795, jutges de Speenhamland, un poble de la Gran Bretanya, havien decidit concedir complements de salaris, fins i tot una renda mínima als indigents. Aquesta decisió va inspirar tot Gran Bretanya, i la instauració d'un mercat del treball, basat en la idea liberal que només el treball ha de ser font de renda, es topava amb la idea caritativa que qualsevol té un "dret a viure". Aquest obstacle, criticat pels clàssics de l'economia i alguns filòsofs utilitaristes, va ser finalment aixecat el 1834 amb la desaparició de les poor laws (lleis proteccionistes sobre els pobres).
El dogma del mercat autorregulat s'imposa llavors a la Gran Bretanya (i més tard al Regne Unit), i és completat per noves mesures que formen un sistema coherent propici per a l'expansió del gran capitalisme. Amb la finalitat de garantir la regulació del mercat, s'indexa l'emissió monetària sobre el suport-or el 1844. Aquesta disciplina monetària, adoptada per la immensa majoria de les nacions en la segona meitat del segle xix, permet l'estabilització, o l'autorregulació, en seguir balances de pagaments, el principi dels punts d'entrada i de sortida d'or. Aquest rigor monetari indueix una deflació contínua en el segle xix que comportarà una reducció proporcional dels salaris nominals (amb la finalitat de garantir els profits), que només les dures lleis del mercat poden imposar-los als treballadors. També, amb la finalitat de garantir una estabilitat del poder adquisitiu dels treballadors, malgrat la reducció dels salaris nominals, el lliure comerç s'imposa com a mitjà per alimentar la baixa dels preus per la importació de productes estrangers a menors costos, des de l'abolició de les Corn Laws (lleis proteccionistes sobre el blat) el 1846.

### Seglesxixixx: història de l'empresa
El capitalisme es fa en el segle xix essencialment familiar (a excepció d'algunes grans societats ja evocades). Els noms de les grans famílies industrials i financeres més conegudes en els nostres dies evoquen sempre aquest període: Rothschild, Schneider, Siemens, Agnelli, etc. És en una òptica familiar que es desenvolupa el gran capitalisme: es posen d'acord per evitar la dispersió de l'empresa entre els hereus, mentre que les "fusions" de l'època es fan per la intervenció d'enllaços matrimonials.
En la segona meitat del segle, una nova burgesia s'imposa, no la dels propietaris però sí la dels diplomats. A França, per exemple, les Grans Escoles proveeixen l'essencial dels nous empresaris (Armand Peugeot, André Citroën, etc.). Però l'arribada d'aquests diplomats al capdavant de les grans empreses no va infringir la tradició familiar. El desenvolupament de la legislació sobre les societats anònimes (liberalització total el 1856 al Regne Unit, el 1867 a França i el 1870 a Prússia), progressivament permet els capitals anònims ajuntar-se a les grans dinasties industrials.
A l'obra Capitalisme, socialisme i democràcia (1942), Joseph Schumpeter adverteix que aquestes evolucions jurídiques faran finalment desaparèixer la funció d'empresari-innovador i que "al romanticisme de les aventures comercials antigues succeeix [succeirà] el prosaisme". La desaparició de l'empresari, entès en el sentit del segle xix, porta segons Schumpeter a la desaparició de la iniciativa capitalista. L'"evaporació de la substància de la propietat" perjudica la vitalitat de l'economia, i a partir els seus mateixos èxits, "l'evolució capitalista, substituint un paquet de simples accions en les parets i a les màquines d'una fàbrica, desvitalitza la noció de progrés". Finalment, Schumpeter tem que el capitalisme desaparegui en profit del socialisme.
En el segle xx les evolucions de les produccions, la mida de les empreses i la complexitat de la seva gestió empenyen nombrosos economistes a anunciar la fi del poder dels propietaris del capital en profit dels "gerents". John Kenneth Galbraith preveu que el poder en el si de l'empresa passa "de manera inevitable i irrevocable, de l'individu al grup, perquè el grup és l'únic que posseeix les informacions necessàries per a la decisió. Encara que els estatuts de la societat anònima col·loquen el poder a les mans dels seus propietaris, els imperatius de la tecnologia i de la planificació els despullen per transmetre'ls a la tecnoestructura". Prestem assistència a una "revolució gerencial" (corporate revolution), on el gerent pren el relleu de l'empresari. Els equilibris entre els diferents caràcters del capitalisme subtilment el van transformar: l'objectiu essencial és en endavant menys el profit (que preocupava a l'empresari propietari) i els dividends (preocupacions de l'accionista) que l'ampliació de l'empresa i de la seva prosperitat, entre les quals depenen la remuneració i el prestigi dels gerents. L'acumulació del capital es fa la nova prioritat.
Les evolucions més recents de l'empresa es tradueixen, no obstant això, en un retorn per força dels propietaris. L'accionista torna a ser la finalitat de l'empresa. No es tracta generalment més d'un individu, sinó sovint d'un fons d'inversió o de fons de pensions, o de bancs encarregats de fer fructificar l'estalvi dels dipositants, exigents que siguin petits o grans. La lògica de la "rendibilitat financera" repeteix l'avantatge sobre la de la rendibilitat econòmica. Més en condicions de complir aquests nous objectius es queden els gerents que, encara que havent perdut el seu poder d'orientació en profit del que es dirà en endavant el "govern d'empresa" (corporate governance), obtenen salaris sempre majors.
Certs economistes discuteixen aquesta nova força dels accionistes en el si de l'empresa. Per Joseph Stiglitz (Quan el capitalisme perd el cap, 2004), les empreses estan sempre a les mans dels gerents i dels comptables que no proveeixen als accionistes de les dades efectives sobre la salut de les empreses i no vacil·len a robar a aquests últims via maniobres financeres incompreses, en particular la distribució d'stock-options.

### Seglesxixixx: capitalisme i salari

#### La màquina contra l'obrer?
Aquesta problemàtica es fa il·lustre des dels principis de la primera revolució industrial. Les modificacions del treball i de la seva organització engendrades per l'arribada de màquines significa pels treballadors una font de cessantia, però sobretot de degradació. Adam Smith (Recerca sobre la naturalesa i les causes de la riquesa de les nacions, 1776) reconeix que el desenvolupament del maquinisme i la divisió del treball embruten els homes i fan considerar-les com a màquines simples a l'hora de realitzar el mateix gest simple cada dia. El 1811, els obrers del Nottinghamshire es rebel·len, inspirats per la llegenda del cèlebre Robin Hood, sota la direcció d'un mític Ned Ludd, per destruir les màquines, fetes les seves enemigues. D'allà s'inspiraria el 1831 la "rebel·lió dels Teixidors de seda" (obrers lionesos de la seda). De fet, per als capitalistes, la màquina va prevaler molt temps sobre l'home. És a l'últim a qui s'adapta. Quan un accident el priva d'un braç, es canvia l'home sense inquietar-se per l'adequació de la màquina. Quan la màquina i alguns dels seus components són d'accessos difícils, s'empra els nens, la talla dels quals permet anar a llocs poc accessibles.
Des d'un punt de vista general, els estudis sobre períodes llargs van mostrar que el resultat de la introducció de les màquines era més complex que la competència única cap al treballador, ja que també fa crear llocs nous més qualificats (aparició dels enginyers), en paral·lel a antics llocs d'obrers. Més tard, les màquines van poder reduir també les penúries i la durada del treball quan la seva concepció prenia en consideració aquesta aproximació. Van permetre als homes accedir també a una societat on els béns són més abundants gràcies a l'augment de la productivitat. Certs autors, entusiastes de cara a l'alta productivitat dels sectors primaris i secundaris, confiant en la robotització, no van dubtar a profetitzar "la fi del treball" (Jeremy Rifkin, 1996), i van avançar l'adveniment d'una economia essencialment concentrada cap als serveis per a les persones ("la producció de l'home per a l'home", segons Robert Boyer).

#### Els drets socials
"Desconsolats, reduïts a l'alternativa de morir de gana o d'arrencar-li al seu amo pel terror la més ràpida condescendència a la seva petició. "
Adam Smith, Recerca sobre la naturalesa i les causes de la riquesa de les nacions, 1776
Sota la pressió del desenvolupament del moviment obrer i de la qüestió social, el legislador haurà de reaccionar per millorar les condicions de vida dels treballadors. Les lleis progressivament milloren el temps de treball, les condicions de treball, l'edat mínima per treballar, l'accés als cuidadors, a la "jubilació", etc. Des del 1833 al Regne Unit, amb la Factory Act, que limita a les 9 hores al dia el treball dels nens de menys de 13 anys, es donarà un precedent per depurar aquestes situacions. Aquests progressos humans es fan lentament, en el marc d'un informe permanent de forces.
Aquest període veu també desenvolupar-se de noves formes de solidaritat entre treballadors que s'autoorganitzen per fer front a un viure diari dur. Les formes modernes de l'economia social se'ls desenvolupen en oposició al capitalisme i els proposen serveis als assalariats. Primerament, les primeres mutualitats serveixen per finançar els enterraments, després estenen el seu camp d'acció al finançament dels dies de vagues, després a les baixes per malaltia i retirs.
Certs grans amos no seran insensibles a la misèria del món obrer, i es faran il·lustres pel seu paternalisme, per la seva filantropia i els seus mètodes de treball tant avantguardistes com competitius. Robert Owen va començar així a posar les bases del moviment cooperatiu a la seva fàbrica de New Lanark, i va proposar als seus obrers tant classes nocturnes com jardins per als seus nens.

#### Els salaris

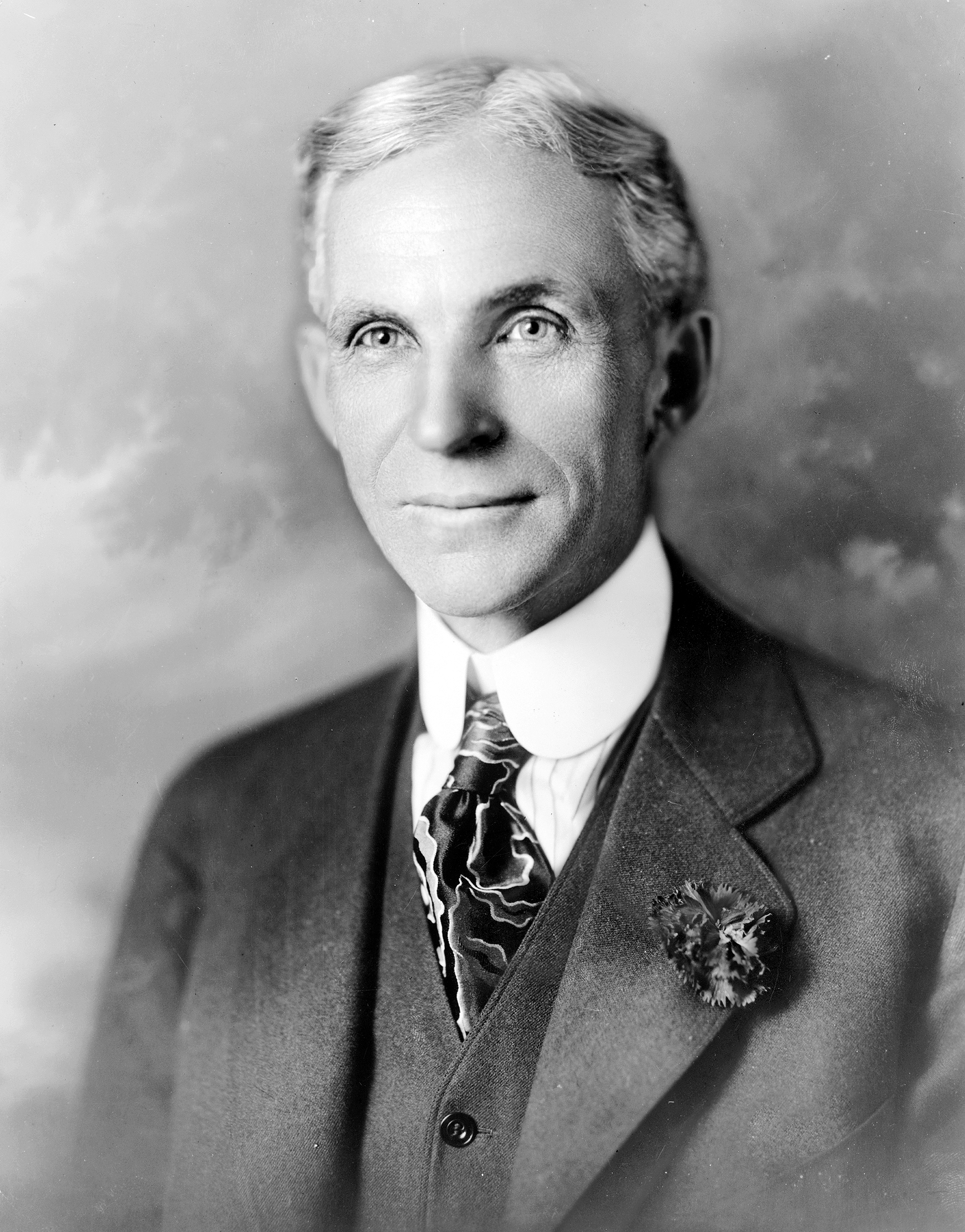
Henry Ford

Més tard, Henry Ford comprendrà que la insatisfacció de l'obrer, engendrada pels mètodes de treball tayloristes, es fa en detriment de la productivitat, i proposarà salaris molt per sobre del mercat amb la finalitat de limitar la rotació del personal i de guanyar-se la confiança d'una mà d'obra tornada difícil de reclutar sobre llocs poc valoritzants de producció en línia en un període sense atur. Aquest pensament es generalitzarà i acabarà en el "compromís fordista" dels anys 1945-1970, el període sobre el qual la part dels salaris en el valor afegit progressa en detriment de la part relativa del profit. No obstant això, la productivitat sempre crea assalariats satisfets dels seus salaris i permeten augmentar els profits en l'absolut: és aquí on apareix la idea de compromís. La fi del compromís fordista, des dels anys 1970 o 1980 segons els països, arrossega, no obstant això, un moviment invers sempre corrent, en el qual la part del profit progressa ràpidament en detriment dels salaris.
Models més recents d'organització del treball, tal com el "toyotisme", conviden l'assalariat a fer part de les seves reflexions sobre el procés de producció, i li permeten influir sobre la màquina, o, almenys, de tenir-ne la il·lusió.

### Segles XIX i XX: evolució de les postures polítiques del capitalisme

#### Capitalisme agrícola contra capitalisme industrial

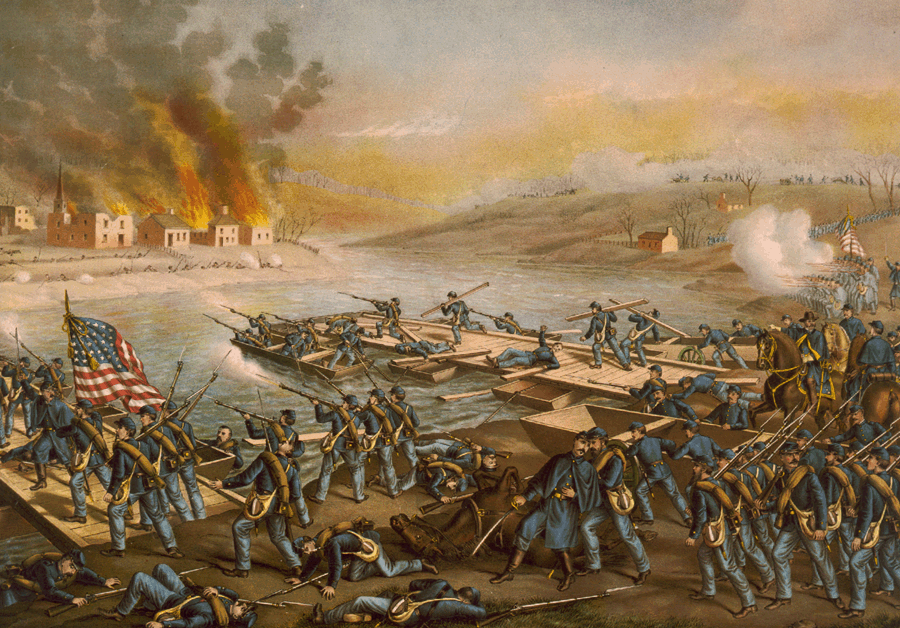
La Guerra de Secessió és sovint interpretada com el conflicte d'una societat tradicional i agrícola oposant-se a la marxa cap al capitalisme industrial (Batalla de Fredericksburg, 13 de desembre de 1862).

L'oposició entre els grans capitalistes agrícoles i altres parts de la població no va a trigar a manifestar-se malgrat la revolució agrícola. El 1776, Adam Smith va escriure:
"Als propietaris, com a tots els altres homes, els agrada recollir allí on no van sembrar."
El capitalisme agrícola, que procura alimentar la pujada dels preus pel proteccionisme (via Corn Laws), s'oposa llavors al capitalisme industrial. El 1810, l'economista i parlamentari David Ricardo (Assaig sobre la influència del preu baix del blat) pensa que l'obertura del país a les importacions agrícoles permetrà, gràcies a la feblesa del preu de les subsistències, reduir els salaris i doncs afavorir la indústria. De fet, és un lobby d'industrials dels tèxtils (l'Anti Corn Laws League) que, al final d'una batalla política incerta contra els grans propietaris de béns immobles, faran revocar les Corn Laws el 1846. El capitalisme liberal va aconseguir llavors un dels seus primers triomfs.
Al revés, als Estats Units, el Sud, que reposa en una agricultura esclavista, és lliurecanvista, mentre que el Nord, que desenvolupa un capitalisme industrial, és proteccionista. Durant dècades precedint la Guerra de Secessió, propietaris del Sud pretextaven d'altra banda que la condició de l'obrer del Nord només era rarament envejable a la de l'esclau del Sud. Sovint denunciaven doncs l'apetit que els capitalistes dissimulaven darrere dels discursos abolicionistes. La imposició del capitalisme es va traduir, doncs, per un ancoratge profund de l'economia en el proteccionisme que va permetre un vol ràpid de noves branques de la indústria.

#### Capitalisme idemocràcia
Segons Raymond Aron (Divuit lliçons sobre la societat industrial, 1962), el capitalisme necessita en la seva evolució augmentar la qualificació de la mà d'obra amb la finalitat de garantir la perennitat del creixement econòmic. Aquesta qualificació augmentada provoca l'emergència de les aspiracions igualitàries. La societat capitalista condueix, segons ell, naturalment a la democràcia "perquè és fundada no sobre desigualtats d'estatut, sobre l'herència o sobre el naixement, però sí sobre la funció complerta per cadascun". La democratització fa sensible la població a la plena ocupació, a la disminució del temps de treball, a la reducció de les desigualtats de rendes, la qual cosa finalment acaba en una intervenció creixent de l'Estat i en una aparició de nombroses formes de contrapoders.
Per Joseph Schumpeter (Capitalisme, socialisme i democràcia, 1942), és l'aparició del capitalisme i l'emergència d'una elit burgesa que va permetre l'èxit de la democràcia proveint-lo d'homes capaços de col·locar una estructura burocràtica eficaç. Si el socialisme també pot ser democràtic, és menys apte que el capitalisme:
"Una classe els interessos de la qual són els millor servits per una política de no-intervenció posa en pràctica més fàcilment la discreció democràtica que no sabrien fer-ho classes que tendeixen a viure a costa de l'Estat".
(Ibíd.)
No obstant això, per raons similars a les exposades més tard per Raymond Aron, la democratització sovint porta a una socialització de la democràcia i a una reculada del capitalisme.
Rosa Luxemburg considera que en la societat capitalista "les institucions categòricament democràtiques són, quant al seu contingut, només uns instruments dels interessos de la classe dominant". Reforma social o revolució? (1899) Segons ella, la democràcia seria impedida pel funcionament del capitalisme, que col·loca una sola classe social en la direcció de la societat.

#### Capitalisme ipatriotisme
Segons Michel Aglietta (Regulació i crisi del capitalisme, 1976), l'èxit del capitalisme als Estats Units està vinculat al "mite de la Frontera". La idea original de l'organització d'un espai geogràfic gegantesc s'hauria transformat en una ideologia favorable per al capitalisme: "el que expressa la capacitat de la nació americana que polaritza les activitats industrials en un sentit de progrés." L'assimilació de l'avantatge de la gran indústria a la construcció de la nació en la consciència popular hauria permès justificar el conjunt de les degradacions del procés de producció (taylorisme, després fordisme) necessàries per a la realització dels profits dels capitalistes.
"És per això que la burgesia industrial va poder fer avalar posteriorment pel conjunt de la nació les transformacions tecnològiques induïdes per la plusvàlua relativa presentant-los com l'edificació d'una "nova frontera"".
(Ibíd.)
En la història, el patriotisme seria, doncs, un instrument que permetria justificar els sacrificis dels treballadors en profit del gran capitalisme: és, per exemple, la conclusió que trauran certs "peluts" tornant de les trinxeres de la Primera Guerra Mundial i que comprovarà l'enriquiment nou de nombrosos industrials. Cal destacar la frase d'Anatole France: "creiem morir per la pàtria; morim per a industrials".

#### Confrontació dels poders polítics i els poders privats
Una de les preocupacions més grans de l'acumulació del capital material va ser l'acumulació de poder que això significava. Les grans manufactures durant molt temps han estat controlades estretament per l'Estat (com, per exemple, les manufactures de Colbert) amb la finalitat de limitar la constitució de formes de poder privat. La creació de societats sense l'aval del Parlament es concedeix només el 1825 a la Gran Bretanya (derogació de la Bubble Act). La liberalització completa de la creació de societats anònimes es conclou només el 1856 al Regne Unit.
Fins abans de la Revolució Russa, és als Estats Units on es manifesten les primeres oposicions entre el poder polític i les grans empreses capitalistes. El capitalisme sota la forma del liberalisme econòmic apareix i preconitza la competència per una nova organització del mercat com la peça d'eficàcia, mentre que les formes precedents de capitalisme tenien una tendència a la concentració i a l'harmonia. En aquesta òptica liberal, la creació de monopolis és contrariada per lleis antitrust. Aquestes lleis seran posades en pràctica per Theodore Roosevelt, que particularment s'oposarà a John D. Rockefeller i a J. P. Morgan. Abans, els Estats del Sud havien provocat la Guerra de Secessió i havien proclamat la seva independència, tement que fos imposat el model del nord (oposat al seu sistema esclavista) pel govern federal republicà d'Abraham Lincoln.

#### Col·laboració dels poders polítics i els poders privats
En la història recent, les temptatives de nacionalitzacions dels béns materials de les grans empreses transnacionals van provocar la caiguda de certs governs: el del Salvador Allende el 1973 a Xile (enderrocat per un cop d'estat militar encoratjat des de Washington). El 1956, la nacionalització del Canal de Suez pel govern egipci de Nasser va provocar l'entrada en guerra de França, del Regne Unit i d'Israel. Al contrari, en els nostres dies, les privatitzacions de les empreses s'acompanyen gairebé sistemàticament de moviments socials i de protestes. La qüestió del capitalisme, per la seva naturalesa jurídica, és font de pressions i de desequilibris polítics.
Per John Kenneth Galbraith:
"El sistema industrial inextricablement està vinculat a l'Estat. No escapa de ningú que, de moltes maneres, la gran empresa moderna és un braç de l'Estat, i aquest mateix, en les circumstàncies importants, és un instrument del sistema industrial."
El Nou Estat industrial, 1967
Segons Galbraith, les grans empreses americanes de la segona meitat del segle xx s'acaparen un poder excessiu amb la finalitat de col·locar al seu profit una economia planificada. El perill de guerres que té com a únic objecte proveir de mercats a la indústria de l'armament particularment és evocat. Alguns anys abans, el president nord-americà havia declarat, d'altra banda:
"Mai hem de permetre que el complex militar-industrial amenaci les nostres llibertats o el procés democràtic."
Dwight David Eisenhower, últim discurs a la nació del president dels Estats Units, el 29 de gener de 1961
El liberalisme i les seves teories més fonamentals són d'altra banda extretes des de capitalisme industrial. Segons la teoria de la "filera invertida", és el consum que s'adapta a la producció gràcies a la fustigació i gràcies a les necessitats creades per la publicitat. Insisteix, doncs, en la necessitat de l'existència de "poders compensadors", i en el paper essencial de l'educació en l'emancipació de l'individu.
Els llaços entre el món polític i les grans empreses regularment són objecte de polèmiques. Pensem, per exemple, en les vinculades a la guerra de l'Iraq, o a les crítiques fetes a la manera de finançament de les campanyes electorals en els Estats Units.

#### El capitalisme contra les vel·leïtats de la regulació de l'Estat en elseglexx
Al llarg del segle xx, l'obertura del capitalisme ha estat limitada en part per les crisis econòmiques i l'emergència de models econòmics alternatius: les guerres mundials, el bloc comunista, el nazisme a Alemanya i sobretot la crisi econòmica dels anys 1930.
És, en efecte, en el curs d'aquesta dècada quan el capitalisme va haver de fer front als desafiaments més importants des del seu adveniment en el segle xviii. La crisi va portar un lliurament (descompte) en qüestió del "capitalisme salvatge" i del liberalisme. Per exemple, la teoria econòmica llavors dominant (Keynesianisme) preconitzava la intervenció pública (John Maynard Keynes, Teoria general de l'ocupació, l'interès i el diner, 1936) per regular les disfuncions d'un sistema econòmic que qualificava d'imperfecte i fonamentalment inestable.
Després de la Segona Guerra Mundial, el desenvolupament dels estats de benestar es va acompanyar d'una presa de control per l'Estat de les societats més grans industrials, comercials i bancàries en nombrosos països. Els sistemes de seguretat particular quant a ells havien reemplaçat per una presa en càrrega col·lectiva dels riscos a escala estatal. Apreciem llavors economies mixtes, on el capitalisme no havia de dominar en endavant, però sí que havia de coexistir amb sistemes econòmics alternatius.
No obstant això, en resposta al xoc petrolier i en resposta a la crisi econòmica dels anys 1970, els fonaments teòrics de la intervenció pública i de la regulació del capitalisme van ser represos. El retorn de les polítiques liberals i la privatització de sectors sencers de l'economia va marcar la tornada del capitalisme privat com a sistema dominant de les economies de mercat. D'altra banda, els anys 1990 van ser marcats per la desaparició progressiva dels sistemes alternatius als països de l'antic bloc comunista i en els nombrosos països en vies de desenvolupament.

## L'expansió del capitalisme: dels capitals nacionals als capitals multinacionals
L'ascens del capitalisme ha estat animat pel nacionalisme econòmic i el mercantilisme (veure més amunt). Al principi dels anys 1950, Charles Wilson, director general de General Motors, declarava "el que és bé para General Motors és bo pels Estats Units i recíprocament". Un segle abans, Karl Marx explicava que el capitalisme requeria un mercat protegit on despatxar els seus productes, el nacionalisme era primerament la millor manera de garantir-li-ho:
"El mercat és la primera escola on la burgesia s'assabenta del nacionalisme."
Després, la convergència dels interessos nacionals i dels del capitalisme és cada vegada més discutida, i sembla que el capitalisme procura lliurar-se de coaccions nacionals fent-se el motor de la universalització econòmica.

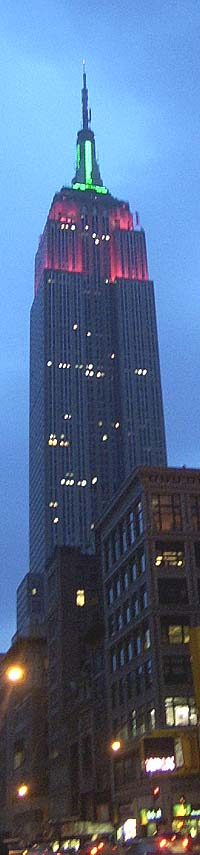
Empire State Building, símbol del capitalisme nord-americà.

### Els capitalismes nacionals
La història econòmica de les diferents nacions des del segle xix va portar al fet que el capitalisme prendrà formes diferents d'un país a un altre.

#### El capitalisme britànic
El creixement del capitalisme britànic en el segle xix ha estat fortament marcat per un lliure comerç barrejat a la tradició del mercantilisme comercial. Aquesta evolució contra-natura va portar a la constitució d'un Imperi colonial important i a la inserció molt precoç del país en la divisió internacional del treball (la part de la població agrícola es va tornar àmpliament minoritària en el Regne Unit des del segle xix). Important des de les seves colònies les matèries primeres, el Regne Unit es va convertir en el segle xix en el "taller del món". Herald del liberalisme a través d'un món proteccionista, el Regne Unit va conèixer no obstant això un parèntesi marcat per l'emergència d'un Estat "providència" que advenia a conseqüència de la Segona Guerra Mundial, abans de tornar a ser, a partir dels anys 1980, un dels exemples del capitalisme liberal anglosaxó.

#### El capitalisme nord-americà
Si el capitalisme nord-americà i el capitalisme britànic són agrupats en endavant sota l'etiqueta del "capitalisme anglosaxó", les seves històries respectives són, no obstant això, molt diferents. El capitalisme nord-americà va estar fins a finals de la primera Guerra Mundial marcat per un proteccionisme important. A la fi del segle xix, el capitalisme nord-americà va conèixer una concentració important en la immensa majoria de les branques de l'economia, la constitució dels trustes. Així es fusionaven (o s'aliaven) els bancs, les companyies petrolieres, etcètera. Encara que es considera el model americà contemporani proper al del Regne Unit, és a dir, com liberal, l'Estat juga, no obstant això, un paper important en la sustentació de les seves empreses, com ho mostren les intervencions proteccionistes recents, els encàrrecs importants a certes indústries, el que empeny certs economistes a qualificar els Estats Units de país mercantilista.

#### El capitalisme alemany
El model d'Alemanya és més recent, pel mateix fet de la constitució més tardana d'aquest Estat (1870). Des del seu origen s'ha marcat per una alta càrrega social (des d'Otto von Bismarck), una intervenció forta de l'Estat en les activitats econòmiques, i una concentració important de les empreses, formant així els konzern. Aquesta concentració es va fer en una lògica totalment diferent de la de la concentració americana, ja que va consistir en l'aproximació de sectors diferents i complementaris d'activitat, per exemple una implicació forta del sector bancari en conjunt amb les grans branques de l'economia. Des de la fi de la Segona Guerra Mundial, amb l'arribada de la socialdemocràcia, Alemanya també va aconseguir desenvolupar un sistema sindical eficaç on la col·laboració entre empresaris i representants del personal assegura una estabilitat relativa, i un índex baix de vagues que contrasta amb l'índex elevat de sindicalització.

#### El capitalisme japonès
Els orígens del capitalisme es troben en la intervenció vigorosa de l'Estat. És en efecte l'Estat que, centralitzant les antigues rendes de les grans famílies feudals, desenvolupa la indústria sota l'era Meiji (a partir de 1868) abans de confiar-la-hi a aquestes últimes. Els principis del capitalisme nipó són semblants als del capitalisme alemany en la manera en la qual són concentrades les empreses. L'Estat exerceix sempre un paper important que importa en l'economia, particularment via la intervenció del MITI (Ministeri d'Indústria i Comerç). Al pla social, les grans empreses mantenen amb els seus assalariats relacions privilegiades basades en la seguretat de l'ocupació i, a canvi, la devoció a l'empresa per part de l'assalariat.

#### Evolució recent dels grans models
En la seva obra de 1991, Capitalisme contra capitalisme, Michel Albert va analitzar les evolucions dels dos grans models, el model "neoamericà" (o anglosaxó) i el model "renà" (Alemany, però també de països escandinaus, Àustria, Suïssa, i parcialment Japó).
Per Michell Albert, les realitzacions econòmiques nord-americanes des de l'arribada al poder de Ronald Reagan el 1981 s'han de relativitzar. El creixement fort del capitalisme neoamericà és segons ell el fet de l'experiència dels anys anteriors a la liberalització de l'economia operada per aquest president. Aquest creixement també ha estat marcat per una accentuació del dualisme social i de les desigualtats, mentre que l'economia coneix desequilibris perillosos (dèficits pressupostaris i exteriors): "Es tiren a cos perdut en el deute per al consum, el gaudi immediat". D'altra banda, l'economia és amenaçada per la preponderància dels mercats financers i de les seves exigències.
Per contra, el model renà concedeix una part menys important a l'economia de compra via la intervenció d'organismes diversos. Els salaris són fixats, per exemple, pels convenis col·lectius, l'antiguitat, etc. Les grans empreses no són considerades com a béns mercants sinó com una comunitat "industrial-financera" on els bancs prenen una responsabilitat de llarg termini. L'economia social de mercat alemanya encarna d'altra banda una síntesi entre el capitalisme liberal i alguns preceptes de la socialdemocràcia. Menys generador de desigualtats socials, fundat sobre equilibris econòmics sòlids (pensant en el rigor monetari alemany), el capitalisme renà sembla, doncs, superior.
No obstant això, el capitalisme renà coneix nombroses dificultats. La cohesió social seria amenaçada per la pujada de l'individualisme, mentre que la globalització financera torna els bancs al seu paper tradicional. La confrontació de tots dos tipus de capitalisme gira, doncs, a favor del menys perfecte (en l'opinió de Michel Albert), és a dir, del model neo-americà. Finalment, aquesta evolució tendeix a orientar el capitalisme francès cap al model anglosaxó.
Pensem el que pensem de les opinions de Michel Albert sobre la qualitat o com a model, observem que l'enfonsament de les societats socialistes no va significar la desaparició de les alternatives entre sistemes econòmics diferents.

### Capitalisme, colonialisme, imperialisme i guerra

#### L'imperialisme
L'emergència del capitalisme en el segle XV coincideix amb les primeres grans onades de colonitzacions al Nou Món, encara que no neixen un de l'altre. La influència de l'economia sobre les relacions de força dels Estats, un acostament teòric i econòmic que identifica en realitat al mercantilisme, va causar que s'associï erròniament el capitalisme amb l'imperialisme en comptes del mateix mercantilisme més antic. Ja en el segle XVIII, Voltaire, més aviat entusiasmat, subratllava que els venedors eren més útils per a la potència del seu país que per a les persones nobles:
"El comerç, que va enriquir els ciutadans a Anglaterra, va contribuir fent-los lliures, i aquesta llibertat va estendre el comerç a la seva tornada; d'aquí es va formar la grandesa de l'Estat. És el comerç que va establir a poc a poc les forces navals per les quals els anglesos són els amos dels mars. Tenen avui en dia prop de dos-cents vaixells de guerra. La posteritat sabrà possiblement amb sorpresa que una petita illa que sí que té només una mica de plom, estany, terra de batà i llana grollera, es va tornar pel seu comerç bastant poderosa per enviar, el 1723, el 1726 de fet, tres flotes alhora a tres extremitats del món..."
Cartes angleses

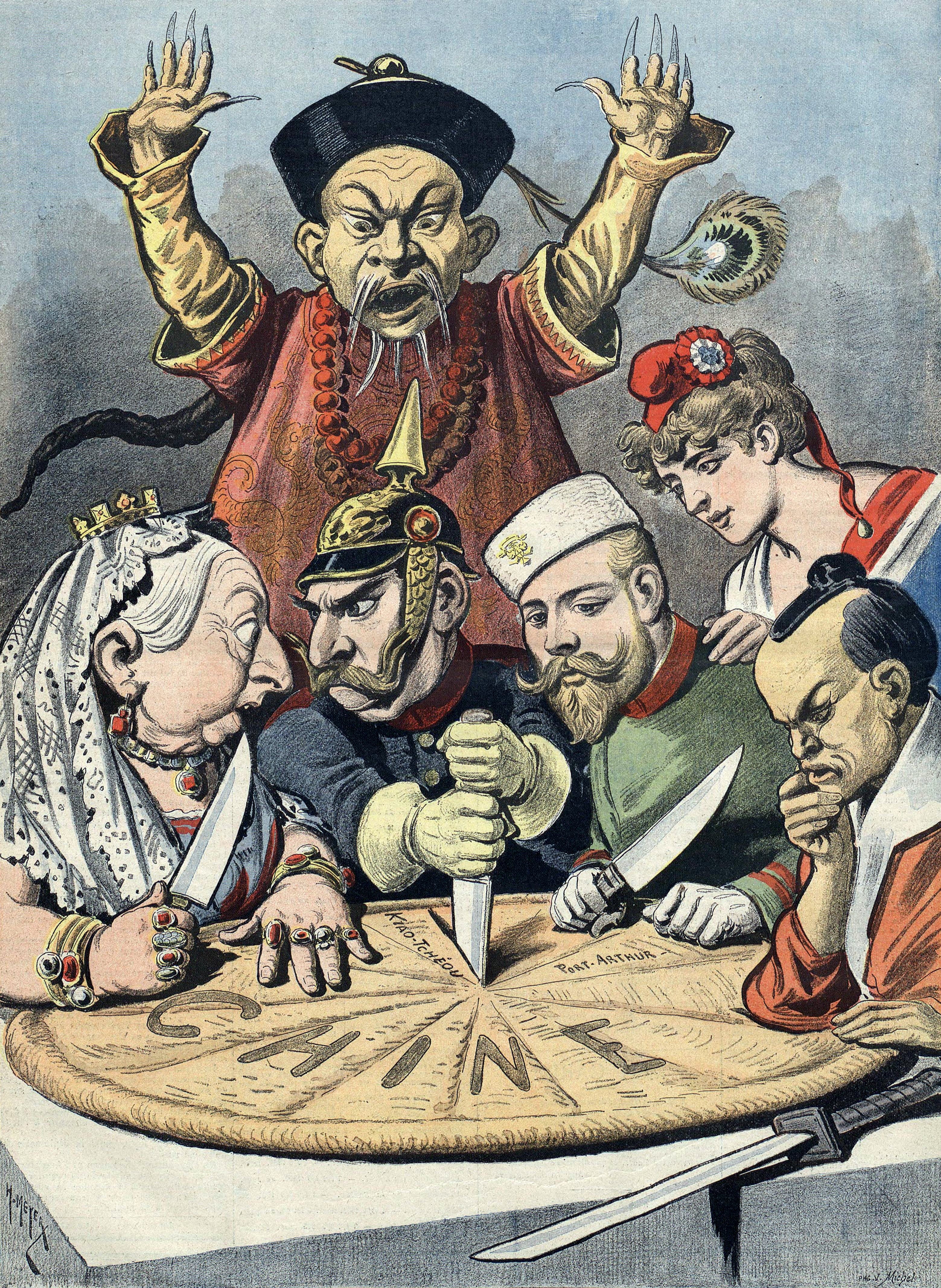
Caricatura política que mostra la divisió de la Xina entre les potències europees, a finals de la dècada de 1890.

De fet, el Regne Unit imposa violentament el seu comerç al món en el segle XIX. Per exemple, l'opi a la Xina (guerra de l'opi, 1838-1842).
Al principi del segle xx, pensadors, marxistes per a la immensa majoria, van associar el fenomen de la multinacionalizació de les empreses i del colonialisme amb el desenvolupament del capitalisme, i va fer de l'imperialisme el seu estadi suprem.
El 1913, Rosa Luxemburg explica a L'Acumulació del capital que la reproducció del sistema capitalista necessita l'obertura contínua de nous mercats i la seva implantació a les regions geogràfiques de les quals està encara absent. Així, segons Rosa Luxemburg, l'imperialisme porta inevitablement a la guerra.
Il·lustrant la importància econòmica de les colònies, on més aviat reflecteix la importància que se'ls atribuïa a l'època possiblement sense raó, Jules Ferry li va declarar a la Cambra francesa que "la política colonial era filla de la política industrial". En efecte, a mesura que el seu desenvolupament i a mesura que ocorre l'emergència econòmica de nous països, l'accés al mercat i el repartiment d'ells es tornen cada vegada més problemàtics. Però la constitució de mercats colonials exclusius és limitada per la grandària del planeta. El temps del món finit comença (segons l'expressió del poeta Paul Valéry a Mirades sobre el món actual, Paul Valéry, 1945) i els antagonismes entre les grans potències econòmiques poden trobar-s'hi només exacerbades.
És així com crisi i conflictes oposen repetides vegades, el Regne Unit amb França (Incident de Fachoda, 1898), els britànics amb els colons neerlandesos (Guerres dels Bóers, del 1899 al 1902), França amb Alemanya (en el Marroc el 1905-1906, després el 1911), entre moltes altres. Jean Jaurès, opositor a la Primera guerra mundial, va declarar que "el capitalisme portava la guerra com el núvol porta la tempesta".
El 1916, Lenin explica a L'imperialisme, fase superior del capitalisme que la concentració del capital porta a un estadi de la història del capitalisme marcat per les posicions de monopolis de les grans empreses industrials i financeres. Confrontades amb la baixa tendenciosa de l'índex de profit (teoria marxista que considera que els índexs de profits del capitalisme tendeixen a baixar naturalment en el llarg termini), les grans empreses intenten invertir sobre els mercats estrangers amb la finalitat de recuperar els nivells forts de profit. Les grans empreses nacionals llavors s'entenen per repartir-se el món. Lenin pren per exemple el cas d'AEG (Alemanya) i de General Electric (Estats Units) en el domini de l'electricitat.
"El que caracteritzava l'antic capitalisme, on regnava la lliure competència, era l'exportació de les mercaderies. El que caracteritza el capitalisme modern, on regnen els monopolis, és l'exportació dels capitals."
(Ibíd.)
La naturalesa bel·licosa del capitalisme ha estat molt discutida. Nombrosos liberals van fer veure que l'imperialisme també s'havia revelat com una tendència recurrent de la Unió Soviètica. En les Etapes del creixement econòmic (1960), Walter Whitman Rostow pensa que la guerra pròpiament no està vinculada al capitalisme, sinó més simplement al desenvolupament econòmic. L'emergència d'una nova força econòmica, que sigui capitalista o una altra, significa l'aparició d'una adequació entre els equilibris geopolítics passats i les relacions noves de forces. La discussió en qüestió per a la nació emergent dels tractats passats naturalment porta a la guerra.

#### Balanç de la colonització pel capitalisme occidental
Des del punt de vista de Fernand Braudel, si el capitalisme es funda en el comerç llunyà, les colònies van exercir un paper positiu. No obstant la concomitància del colonialisme i del capitalisme, no és tan evident en els fets. Els grans imperis colonials que van ser Espanya i Portugal no van conèixer, per exemple, el desenvolupament del capitalisme industrial abans del segle xx. Al contrari, nacions com Alemanya i el Japó, i sobretot els Estats Units, han sabut desenvolupar un capitalisme eficaç encara que pràcticament no posseeixen colònies.
Certs historiadors van subratllar el paper depravat de les colònies en el desenvolupament econòmic de les metròpolis. Aquestes últimes, constituint desembocadures "fàcils", van exercir el paper de mercats captius, és a dir, que van desanimar la inversió material sobre el territori nacional desviant volums importants de capitals cap a l'exterior.
Alguns consideren que els esforços de conquesta, però sobretot d'organització dels territoris ocupats, van costar més que el benefici que van donar a les economies capitalistes d'Europa. La teoria de Karl Marx del "pillatge colonial" (Karl Marx, El Capital) és, doncs, dubtosa.
El 1867, Karl Marx explicava:
"El descobriment de les comarques auríferes i argentíferes d'Amèrica, la reducció dels indígenes a l'esclavitud, el seu enterrament en les mines o el seu extermini, els començaments de conquesta i de pillatge en les Índies orientals, la transformació d'Àfrica en una sort de conillera comercial per a la caça de pells negres; heus aquí els procediments idíl·lics d'acumulació primitiva que assenyalen l'era capitalista en la seva aurora." Karl Marx, El Capital, Llibre I, capítol XXXI
Marx veu en la colonització l'origen dels capitals necessaris per al vol del capitalisme. Aquests provindrien:
- de l'expropiació de les terres en les colònies,
- de la creació de monopolis de drets (veure les Companyies d'Índies més amunt),
- de l'explotació i de la postura en esclavitud de la població indígena,
- comprats llavors proveïdes per les indústries fabricadores d'Europa.

Des de la sociologia econòmica originada per Joseph Schumpeter va sorgir la rèplica a l'anterior premissa marxista: 
"El problema de l'acumulació originària es va presentar primer a molts autors, principalment a Marx i els marxistes, que adherien a una teoria de l'explotació de l'interès i que, per tant, van haver de fer front a la qüestió de com els explotadors es van assegurar el control d'una reserva inicial de 'capital' (com sigui que es defineixi) amb el qual explotar - una qüestió que la teoria és per se incapaç de respondre, i la qual només pot respondre's, òbviament, d'una manera irreconciliable amb la idea d'explotació." Joseph Schumpeter, Els cicles econòmics
Schumpeter va argumentar que l'imperialisme no va poder ser un sistema d'arrencada necessària per al capitalisme, ja que el capitalista va haver de llavors disposar d'un capital previ per aconseguir el poder social que el transformés en imperialista. Tampoc el capitalisme podria haver estat necessari per enfortir l'imperialisme, ja que l'imperialisme va ser preexistent al capitalisme. Schumpeter considerava que Marx s'havia vist forçat a argumentar que el capitalisme requeria la violència i l'imperialisme: en primer lloc per engegar-se amb un botí inicial i per desposseir a una població que així podria ser induïda a entrar en les relacions capitalistes en condició d'obrers, i, a continuació, com una forma per superar els mortals contradiccions generades dins de les relacions capitalistes al llarg del temps. Tanmateix, per l'autor això és autocontradictori, i l'imperialisme no és una altra cosa que un impuls atàvic que persegueix un Estat en forma independent dels interessos econòmics de les classes burgeses.
"L'imperialisme és una de les herències de la monarquia absoluta o d'Estat. Mai podria haver evolucionat de la 'lògica interna' del capitalisme. Les seves fonts provenen de la política dels prínceps i els costums d'un ambient precapitalista. Però, fins i tot, no és imperialisme l'exportació d'un monopoli, i aquest mai s'hauria transformat en imperialista per les soles mans d'una burgesia pacífica. Si això va ocórrer és només perquè la màquina de guerra, al costat del seu ambient social, va ser producte d'una classe marcialment orientada (és a dir, la noblesa) que es va mantenir a si mateixa en una posició dominant i amb la qual van poder aliar-se tots els diversos interessos dels productors d'armament que formaven la burgesia de la guerra. Aquesta aliança va mantenir vius els instints de lluita i les idees de dominació, i aquestes al seu torn van portar a relacions socials que tal vegada en última instància es poden explicar en termes de les relacions de producció, però no com un producte de les relacions productives del capitalisme per si mateix." Joseph Schumpeter, Sociologia de l'imperialisme
En una tesi datada el 1984, Imperi colonial i capitalisme francès, història d'un divorci, Jacques Marseille es pregunta si l'Imperi colonial va ser un fre o un motor per al desenvolupament del capitalisme francès. Segons ell, la importància de l'Imperi per al capitalisme francès va ser només una aparença estadística. En efecte, les grans companyies van saber treure profit de la credulitat dels estalviadors per atreure capitals que sovint no prenien formes materials en les colònies. D'altra banda, els productes importats les colònies no eren uns productes rars ni productes els preus dels quals substancialment eren inferiors als preus internacionals. A partir de la crisi dels anys 1930, són els sectors econòmics en decadència els que es van acaparar els mercats colonials, mentre que els sectors fonts d'innovació es van interessar en realitat molt rarament. Alguns consideren, doncs, que l'Imperi no va ser la font del progrés econòmic.
Una consciència d'aquest fenomen progressivament va trastocar l'opinió de les elits quant als beneficis del colonialisme, mentre que l'opinió pública, malgrat estar ràpidament oposada al colonialisme, per raons morals, conservava la idea que aquest estava favorable per a França. El problema dels mercats captius primer ha estat identificat com una font de falta de motivació a la innovació per a les empreses nacionals, no pel fet de ser necessària aquesta última en un context d'absència de competència per part dels països estrangers. El resultat seria llavors, des d'aquest punt de vista, una pèrdua de competitivitat enfront d'altres economies avançades. Només el règim de Vichy en un temps va preconitzar el desenvolupament industrial de les colònies, i va apuntar que el comerç amb economies desenvolupades era més profitós que amb països subdesenvolupats. Quan va finalitzar la Segona Guerra Mundial, els capitalistes van cedir al "complex holandès". En efecte, la constatació del creixement excepcional de l'economia dels Països Baixos en resposta a l'abandonament el 1949 d'Indonèsia enterbolia la tesi correntment admesa sobre la influència econòmica positiva de l'Imperi.
Finalment, la tesi de Jacques Marseille (professor d'història econòmica i social a París I.) s'oposa a la de Karl Marx sobre el paper del pillatge colonial. Segons Marseille, és notable que el desenvolupament recent del capitalisme va demanar, al contrari, un abandó de les colònies, un "divorci per mutu consentiment" entre ambdues parts: no serien, doncs, raons econòmiques, les que explicarien segons Marseille l'afecte de les metròpolis a algunes de les seves colònies, sinó més aviat raons polítiques i militars. L'Imperi hauria constituït de fet una "bola de ferro" que travaria la modernització del capitalisme francès. Si un dels divorciats àmpliament va treure profit d'això, la metròpoli, el cas del segon és més matisat. Si certes antigues colònies van saber desenvolupar un capitalisme eficaç en resposta a la seva emancipació, els nombrosos països, Àfrica particularment, tenen en els nostres dies rendes per capita inferiors a aquells que tenien abans de la seva independència.
En la seva obra de 1994, Mites i paradoxes de la història econòmica, Paul Bairoch comparteix la tesi de Jacques Marseille:
"En vespres de la primera guerra mundial, el 98% dels minerals metàl·lics utilitzats als països desenvolupats venien del món desenvolupat; la xifra era del 80% per a les fibres tèxtils i, com ho vam veure, de més de 100% per a l'energia." (Ibíd.)
Només alguns productes rars comportaven una dependència enfront de les colònies: el cautxú, els fosfats naturals, entre d'altres. Al contrari, els països del Tercer Món eren molt dependents dels mercats de les metròpolis, perquè encara que les metròpolis van ser gairebé autosuficients, les colònies exportaven a elles més de 90% de les seves matèries primeres.
Paul Bairoch apunta, no obstant això, que les conseqüències de la colonització van ser desastroses: "si Occident amb prou feines va guanyar al colonialisme, això no significa que el Tercer Món no hi hagués perdut molt". Els territoris colonitzats no van compartir la prosperitat de les seves metròpolis i, segons Angus Maddison, el PIB de la immensa majoria d'ells es va estancar entre 1820 i 1953.
Cal imputar aquest balanç al capitalisme? Per Karl Marx, "la riquesa colonial té només un fonament natural: l'esclavitud" (Karl Marx, El Capital, Llibre I, capítol XXXIII). Però Paul Bairoch subratlla que occident no va ser l'únic colonitzador.

### El capitalisme mundial

#### De l'«economia-món» a l'economia mundial
En el sentit de Braudel, cal entendre "món" com un conjunt econòmic coherent. Des de llavors, poden coexistir diverses "economies-mons", que formen diferents conjunts econòmics. Així, les grans ciutats mercants són els centres de conjunts econòmics coherents a l'escala d'un continent, o d'un mar (el Mediterrani al segle xvi per a les ciutats italianes, per exemple):
"Un tros del planeta econòmicament autònom, capaç per l'essencial de bastar-se i com els seus enllaços i els seus canvis interiors confereixen una unitat certa i orgànica."
Només amb la revolució industrial a finals del segle xviii comença un procés que farà de Londres el centre d'una "economia-món" a escala mundial. Serà sobrepassada més tard per Nova York, cap al 1929.
L'estudi paral·lel de tots dos termes no és gratuït, perquè es tendeix a retrobar les característiques de les "economies-mons" del Renaixement en l'economia mundial actual.
- L'"economia-món" sempre està dominada per un pol urbà, una ciutat capitalista que assegura el paper de centre decisori i logístic. Aquesta anàlisi pot ser portada a la preponderància de la Tríada (Europa, Japó, Amèrica del Nord) que concentra el 75% del comerç mundial i de les seves grans megalòpolis (Londres, Nova York, Tòquio), que concentren una part similar de les operacions financeres del planeta. El 94% de les cases matrius d'empreses multinacionals es localitzen a la Tríada.
- Una divisió en zones successives fortament jerarquitzades que són objecte d'una divisió internacional del treball. Trobem a prop de les ciutats dominants les activitats decisòries i d'alt valor afegit (la Tríada); després, allunyant-se dels pols, trobem economies cada vegada menys avançades i subordinades a les economies dominants (els països en vies de desenvolupament que es dediquen a les activitats de mà d'obra); després, en la perifèria, països oblidats i aïllats, fora de l'activitat econòmica mundial (els països menys avançats).

Podem, doncs, considerar que és una llarga evolució d'esquemes existents des del Renaixement que progressivament va portar el capitalisme a constituir una economia universalitzada.

#### Multinacionalització de les empreses
Les primeres multinacionals modernes daten de mitjan segle xix. Com a exemple, Samuel Colt duu a terme la primera inversió nord-americana en el Regne Unit el 1852 amb la finalitat de fer-hi produir el seu revòlver. Singer, fabricador nord-americà de màquines de cosir, s'instal·la a Europa a partir del 1867. Aquestes empreses, la majoria de vegades britàniques, obren l'inici de la internacionalització productiva. Són seguides en els anys de la Gran Depressió (1873-1896) pel primer grup de grans empreses nacionals: General Electric, AEG, Nestlé, Kodak, United Fruit, etc. El 1908, Henry Ford obre la seva primera fàbrica a Europa, a Manchester. L'estratègia d'instal·lació sobre els mercats estrangers a l'estiu, més tard modificada per la desreglamentació i la modernització dels mercats financers, van permetre l'intercanvi de financers actius a escala planetària. Els grans grups es fusionen amb empreses estranyes (un dels exemples clàssics és Royal Dutch Shell, companyia anglo-holandesa fundada el 1908). Podem, per exemple, apreciar que les empreses "franceses" cotitzades en la CAC 40 són en terme mitjà posseïdes per més del 40% per inversors estrangers.
Per Robert Reich (L'Economia mundialitzada, 1991), l'economia-nació tendeix a desaparèixer a favor d'una xarxa mundial en la qual les empreses deixen la producció estandarditzada als països en vies de desenvolupament, la qual cosa no reflecteix una pèrdua de competitivitat dels països rics (podem anotar, per exemple, que només el 10% del preu d'un computador està vinculat a la seva producció), ja que conserven la majoria de les vegades les activitats de concepció. Finalment, la producció és dispersada sobre el planeta amb la finalitat de treure profit dels avantatges de cada regió.
Des del punt de vista social, l'efecte d'aquesta mudança del capitalisme és un creixement de les desigualtats en el pla nacional. Els treballadors menys qualificats són posats en competència amb els de països del Tercer Món, mentre que els "manipuladors d'idees" treuen profit de mercats gegantescs. En efecte, la idea (programari, gestió, etc.), produïda una vegada, es multiplica a cost gairebé nul una infinitat de vegades, la qual cosa significa per al seu dissenyador una renda proporcional a la grandària del mercat.

## Cap a un «capitalisme cognitiu»?
La pèrdua de valor del treball no qualificat, i fins i tot del capital material (cada vegada més deslocalitzat als països pobres) arrossega una presa d'importància sempre creixent del capital immaterial (la propietat intel·lectual), i del coneixement tècnic i de la destresa dels treballadors (el capital humà).

### La propietat intel·lectual

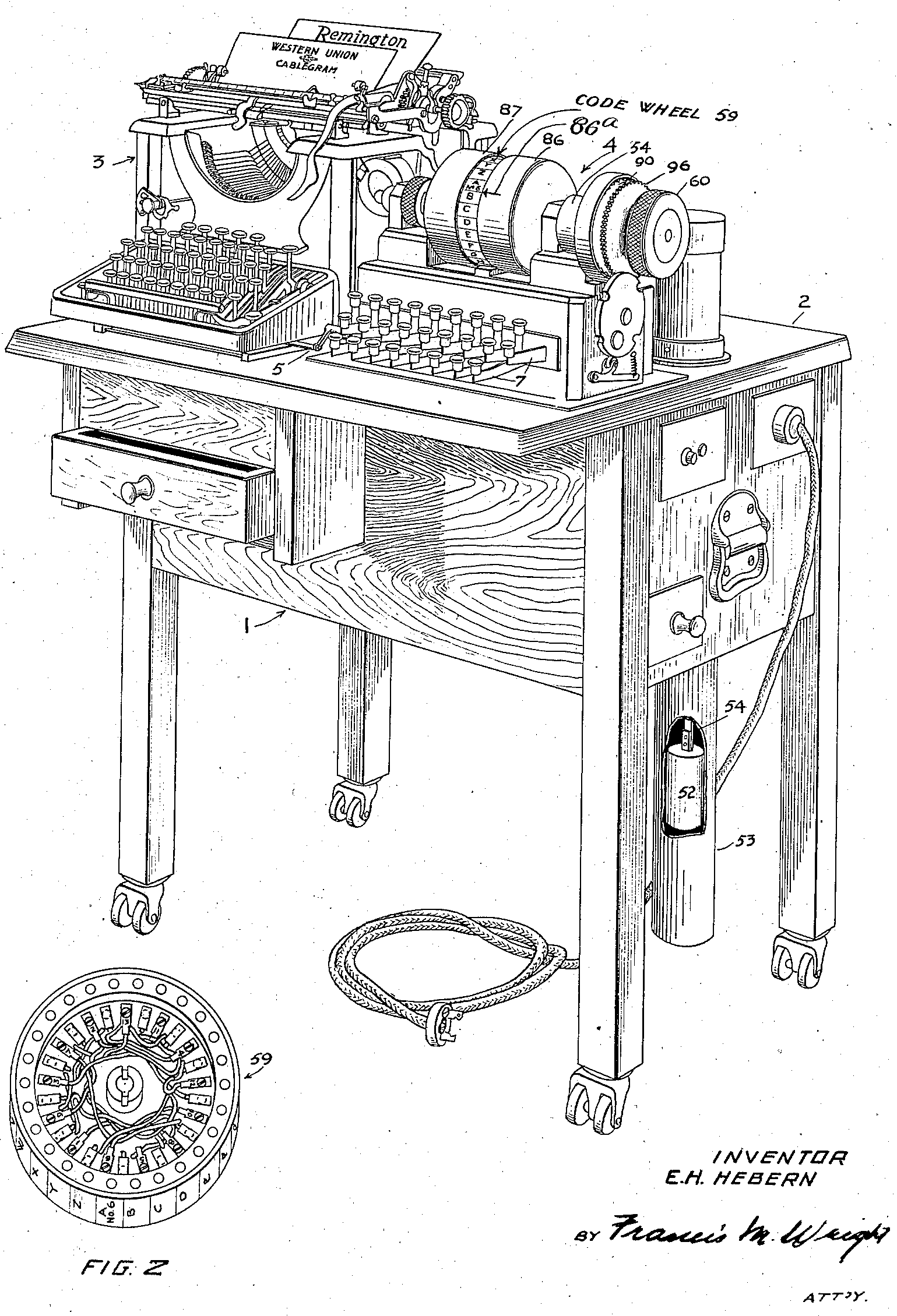
La patent del "Hebern single-rotor machine" (màquina de Hebern), palès nombre 1510441 datat el 1918.

Cap als segles xiii i xiv, progressivament, es lliura a Europa un nou concepte: el privilegi. Els privilegis presenten tres característiques:
- existència d'una demanda argumentada,
- apreciació de l'interès públic per les autoritats, i
- concessió d'un monopoli d'explotació limitat en el temps i en l'espai.

Però és a Venècia on apareix la patent sota la seva forma moderna.
Venècia és en aquella època un mitjà cosmopolita i emprenedor i sempre en moviment. D'altra banda, tot el que es remet a la gestió de l'aigua i altres dispositius aquàtics és el seu àmbit predilecte. És per això que Venècia hauria lliurat el 1421 un privilegi que realment s'emparentaria amb una patent d'invenció. El nombre de privilegis es va multiplicar en el curs dels cinquanta anys que van seguir i el sistema es va estendre a altres àmbits per fer-se un dels principals mitjans de transmissió del progrés comercial i industrial de la República.
El 1474 el procediment està bastant rodat perquè les autoritats decideixin, per un vot del Senat (116 sí contra 10 no i 3 abstencions), integrar l'experiència adquirida amb la redacció d'una llei. Aquest text històric, conegut sota el nom de Part Veneziana, anuncia per primera vegada els quatre principis de base que justifiquen la creació de tota llei sobre les patents:
- estímul a l'activitat inventiva,
- compensació de les despeses incorregudes per l'inventor,
- dret de l'inventor sobre la seva creació i, sobretot,
- utilitat social de la invenció.

Per ser objecte d'un privilegi, la invenció ha de ser:
- "nova", és a dir, que mai abans no pot haver estat duta a terme sobre el territori de la República (novetat local),
- "enginyosa" (concepte de la no evidencia), i
- "al punt, per ser utilitzada i ser aplicada" (concepte de la utilitat).

Al Regne Unit, la primera llei sobre les patents d'invenció (statute of monopolies) va ser votada pel Parlament anglès l'any 1623. Des del Renaixement, les nombroses ciutats els reconeixien privilegis als inventors. A França, l'Antic Règim els assegura també drets. És Beaumarchais qui farà, durant la Revolució francesa, votar drets d'autor. És el millor exemple del llaç substancial del capitalisme al Dret, perquè res més que la violència de l'Estat pot prevenir la còpia. El Regne Unit de la revolució industrial els garantirà l'exclusivitat de les seves innovacions impedint la sortida de tota màquina fins al 1843.
En els nostres dies, les patents plantegen problemes ètics en els dominis mèdics mentre que es planteja la qüestió de la patentació viva (el genoma humà en particular). Les patents sobre el programari, els algorismes i els mètodes d'assumptes són també cada vegada més criticats, els seus detractors que temen un efecte oposat sobre la innovació i alguns un factor desestabilitzant del capitalisme (Causa Research In Motion versus Blackberry, Causa Microsoft versus Eolas, etc.). L'evolució dels suports informàtics i els mètodes d'intercanvi, tal com el peer-to-peer, mostren bé que la perennitat del capitalisme reposa en la voluntat i la capacitat de l'Estat que assegura la protecció de la propietat privada.
Més específicament, es tracta en realitat de poder monetitzar el que fins llavors tenia només un valor vague. Fins a una època recent, la propietat intel·lectual va ser assegurada pel fet que la seva violació necessitava capitals importants (fàbriques de reproducció de disc compacte, fàbrica destinada a produir un producte que viola una patent, etc.) i, sobretot, el producte acabat (nascuda de la violació) era un producte físic. D'aquesta manera, encara que la noció de propietat intel·lectual no va estar ben establerta, un producte físic (llavors la propietat no era ambigua) materialitzava allò i els falsificadors potencials vacil·laven per invertir el capital en una empresa que sabien que era condemnable (i condemnada) a mitjà termini. El cost de reproducció i sobretot l'absència de naturalesa "física" dels béns imitats avui van volar aquestes dues barreres. Aquesta nova situació va crear una necessitat per al sistema capitalista: el de definir clarament els límits, les regles i els mitjans de protecció de la propietat intel·lectual amb la finalitat de poder monetizarla de manera fiable. El fracàs d'aquest procés arrossegaria modificacions profundes en l'estructura del capitalisme actual.
No obstant això, teòrics favorables al capitalisme i la propietat privada, emmarcats en la tradició del liberalisme clàssic, sostenen que els drets de propietat inclouen drets sobre recursos tangibles (recursos escassos, immanents o creats, immobles o mobles), però que a mesura que ens allunyem del tangible (corpori) cap a l'intangible, les coses es tornen més difuses. Aquesta tendència contra la propietat intel·lectual dins del capitalisme liberal contemporani sosté que un sistema de drets de propietat sobre “objectes ideals” requereix necessàriament la violació d'altres drets de propietat, és a dir, de l'ús de la propietat tangible com es desitgi.

### L'emergència del «capital humà»
Devem l'anàlisi més coneguda del "capital humà" a l'economista nord-americà Gary Becker (Human Capital, 1964). Defineix el conjunt de les aptituds i les habilitats acumulades per l'individu i susceptibles d'exercir un paper en el procés de producció. La consideració d'aquesta forma de capital és la més recent. Exerceix un paper que creix en una societat cada vegada més terciaritzada i on la recerca i les ciències tenen un lloc crucial.
Aquest capital és substancial a l'individu i sembla, doncs, improbable que se li pugui desposseir. No obstant això, existeixen unes excepcions notables. Els assalariats que deixen la seva empresa poden estar sotmesos, per exemple, a una clàusula de no-competència, i això els impedeix llavors que una empresa competidora aprofiti els seus coneixements per un cert temps. Però el capital humà posa veritables problemes: la "fugida de cervells", per exemple (alts diplomats formats a costa d'un Estat i que uns altres aprofiten). De la mateixa manera, el risc de perdre els seus assalariats desanima les empreses d'oferir-los una formació onerosa. El capital humà representa una forma de capital de la qual el capitalista encara no pot apropiar-se.
Les evolucions descrites per aquests dos últims paràgrafs, accelerades pel procés d'universalització, a alguns els fan considerar el pas cap a un nou tipus d'economia ("economia del saber" que alguns anomenen "capitalisme cognitiu") en la qual els drets de propietat sobre el capital serien més limitats. En qualitat d'exemple, el filòsof altermundialista d'inspiració marxista Antonio Negri estima que:
"El treballador, avui, no necessita més instruments de treball (és a dir, de capital fix) que siguin posats a la seva disposició pel capital. El capital fix més important, el que determina els diferencials de productivitat, en endavant es troba en el cervell de la gent que treballa: és la màquina-eina que cadascun de nosaltres porta en ell. És això la novetat absolutament essencial de la vida productiva avui." Antonio Negri
Aquesta tesi queda per contestar.